# 门农巨像
门农巨像(阿拉伯语： 或es-Salamat )是古埃及第十八王朝法老阿蒙霍特普三世的两座巨大石像，它们矗立在底比斯墓地群最大的神庙阿蒙霍特普三世神庙遗迹上。自公元前1350年建成时，便为古希腊人、古罗马人、旅行者和埃及学家所熟知。 两座巨像上面留有107个罗马时代的希腊文和拉丁文铭文，这些铭文可以追溯到公元20年至250年之间；北面巨像上的许多铭文都提到了希腊神话中的国王门农，以至于当时人们错误地认为这座巨像的原型就是他。而学者们也正在研究将北方巨像当作“门农”是如何与整个底比斯墓地群的希腊名字“门农”联系起来的。

## 巨像概况
这两尊巨像是第十八王朝法老阿蒙霍特普三世(约公元前14世纪)的坐像，他的双手放在膝盖上，目光朝向东方(在现代方位中实际上是东南方)的河流。在他双腿旁边的宝座上，雕刻有两尊较小的人物雕像，分别是他的妻子泰伊王后和母亲姆特姆维亚，侧板上则雕刻了尼罗河神哈皮。

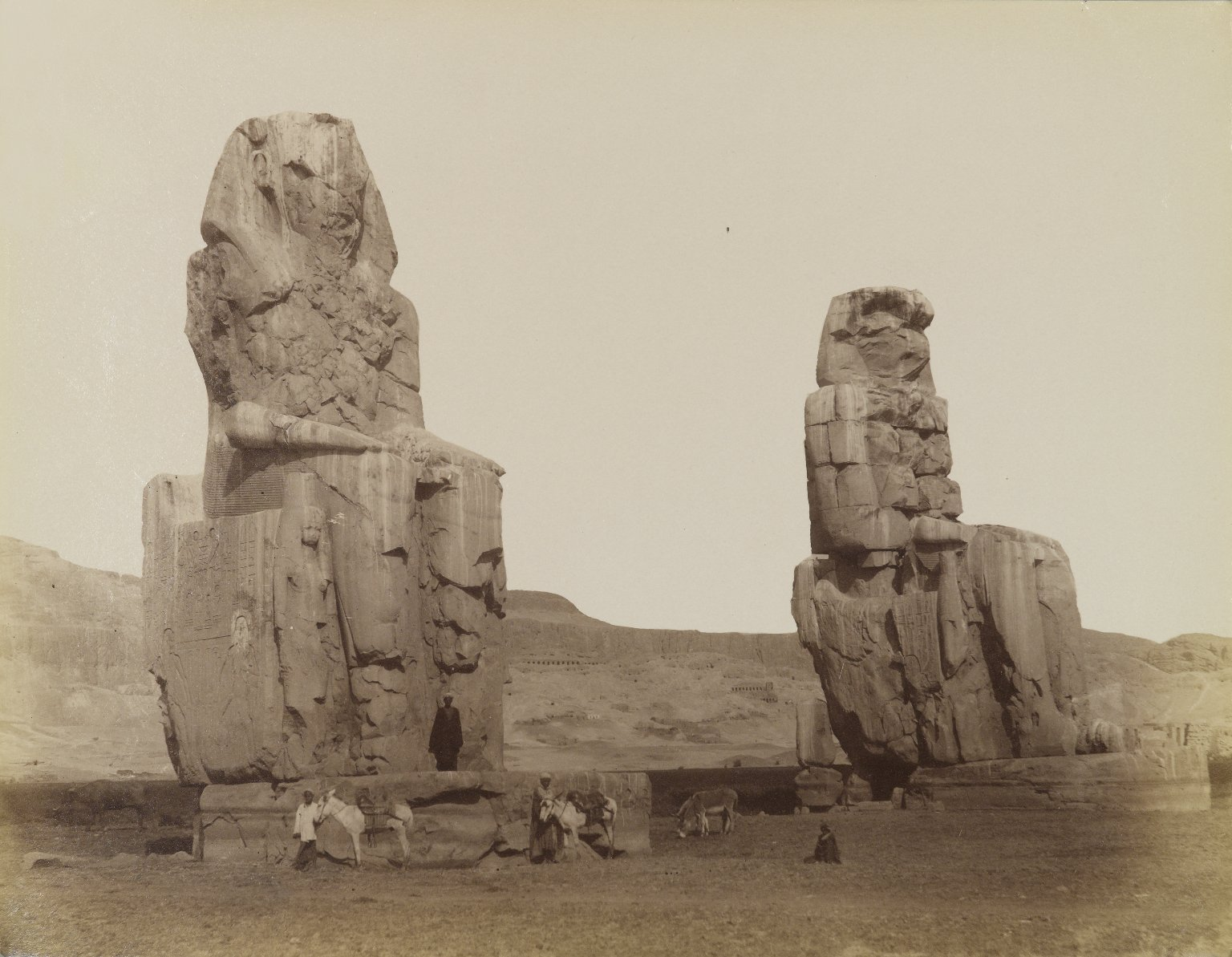
布鲁克林博物馆收藏的19世纪的门农巨像的照片

制作两尊巨像所用的石英岩是从现代开罗附近的el-Gabal el Ahmar开采的，随后通过陆路运输来到了675公里外的底比斯(卢克索)。据信，这些石头非常重，以至于埃及人将其运往尼罗河的上游。后来罗马工程师用来重建北方巨像的石块可能开采自自阿斯旺北部的埃德富。巨像脚下的石台高约4米，整体(包括石台)高约18米，重约720吨，  彼此间隔15米。
如今，这两尊巨像都已严重受损，它们腰部以上几乎无法辨认。南边的巨像由一整块石头组成，而北边的巨像在下半部有一个很大的裂缝，腰部以上则由五层石块垒成，这五层石块是后来罗马人重建后留下来的。 英国考古学家威廉·阿布尼爵士(William de Wiveleslie Abney)认为巨像的重建工作是罗马皇帝塞普蒂米乌斯·赛维鲁主持进行的。据信，尽管这两座巨像的铭文和细节可能稍有不同，但两者在建成时的样子应该是完全相同的。
巨像最初矗立在阿蒙霍特普三世神庙第一塔门的入口处，阿蒙霍特普三世神庙是法老阿蒙霍特普三世在世期间建造的奇观。在当时，这个神庙建筑群是整个古埃及最大、最华丽的建筑群。总占地面积达35公顷，即使是后来的竞争对手，比如拉美西斯二世的拉美西姆神庙或拉美西斯三世的拉美西斯三世神庙，在面积上也无法与它匹敌，就连阿蒙霍特普三世时期规模惊人的卡纳克神庙在规模上都稍逊一筹。

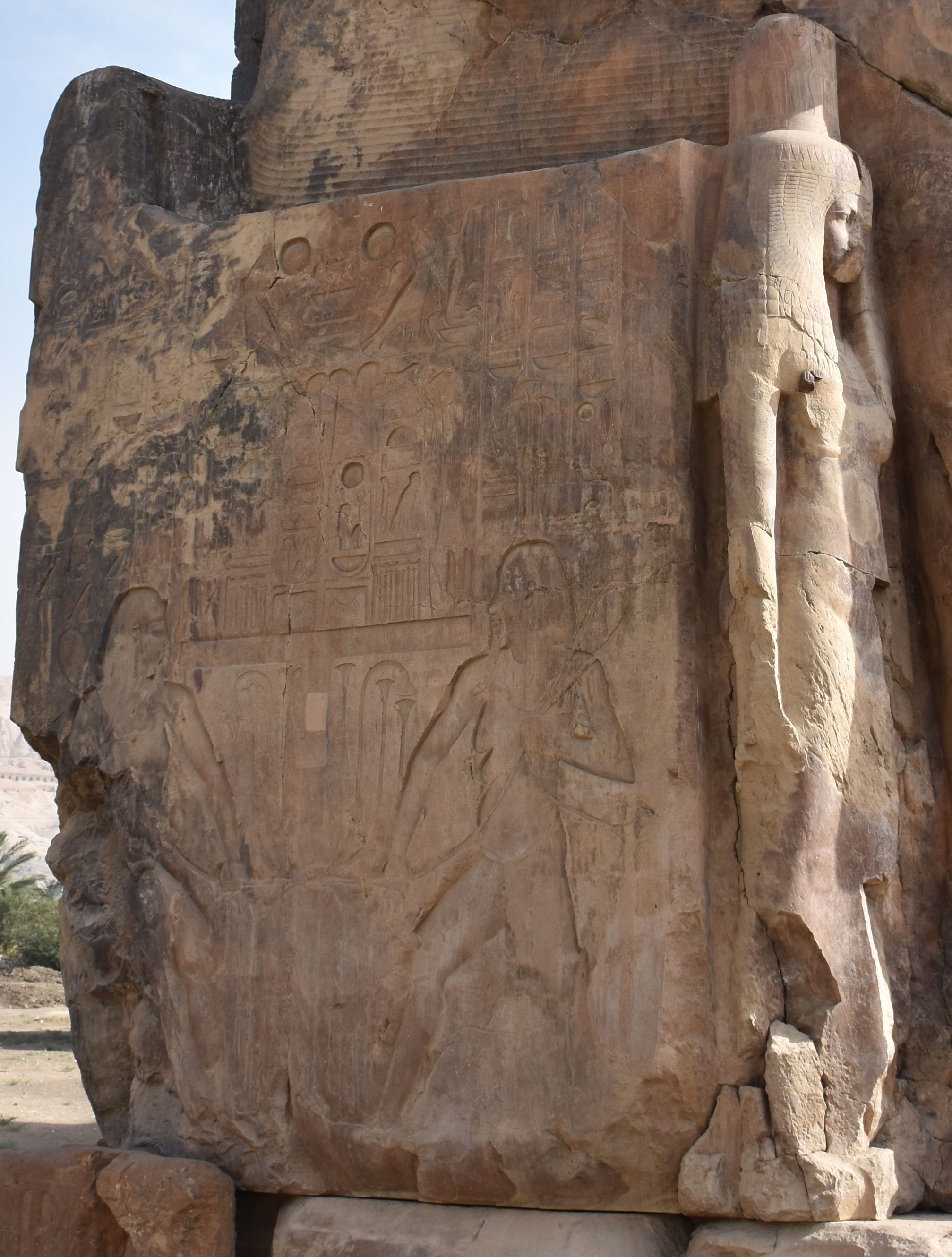
侧面板细节展示了两侧的神像哈皮浮雕，右边是泰伊王后的雕像

然而，除了这两尊巨像之外，阿蒙霍特普三世神庙如今所剩无几。它矗立在尼罗河泛滥平原的边缘，每年接连不断的洪水侵蚀着它的地基——1840年代，大卫·罗伯茨(David Roberts)在石版画中描绘了这两座巨像被泛滥的河水包围的景象。

### 罗马时代铭文
人们在巨像上发现了107个来自罗马时代的希腊文和拉丁文铭文，它们被刻下的年份在公元20年至公元250年之间。这些铭文使现代旅行者能够将雕像与古典希腊和拉丁文学联系起来。其中的许多铭文都包含了“门农”这个名字。
法国考古学家让-安托万·莱特龙(Jean-Antoine Letronne)在他1831年出版的书籍《La statue vocale de Memnon considerée dans ses rapports avec l'Égypte et la Grèce》中首先对它们进行了详细研究，然后在他的著作《Recueil des inscriptions grecques et》的第二卷 (1848) 中把它划到了编目latines de l'Égypte当中。

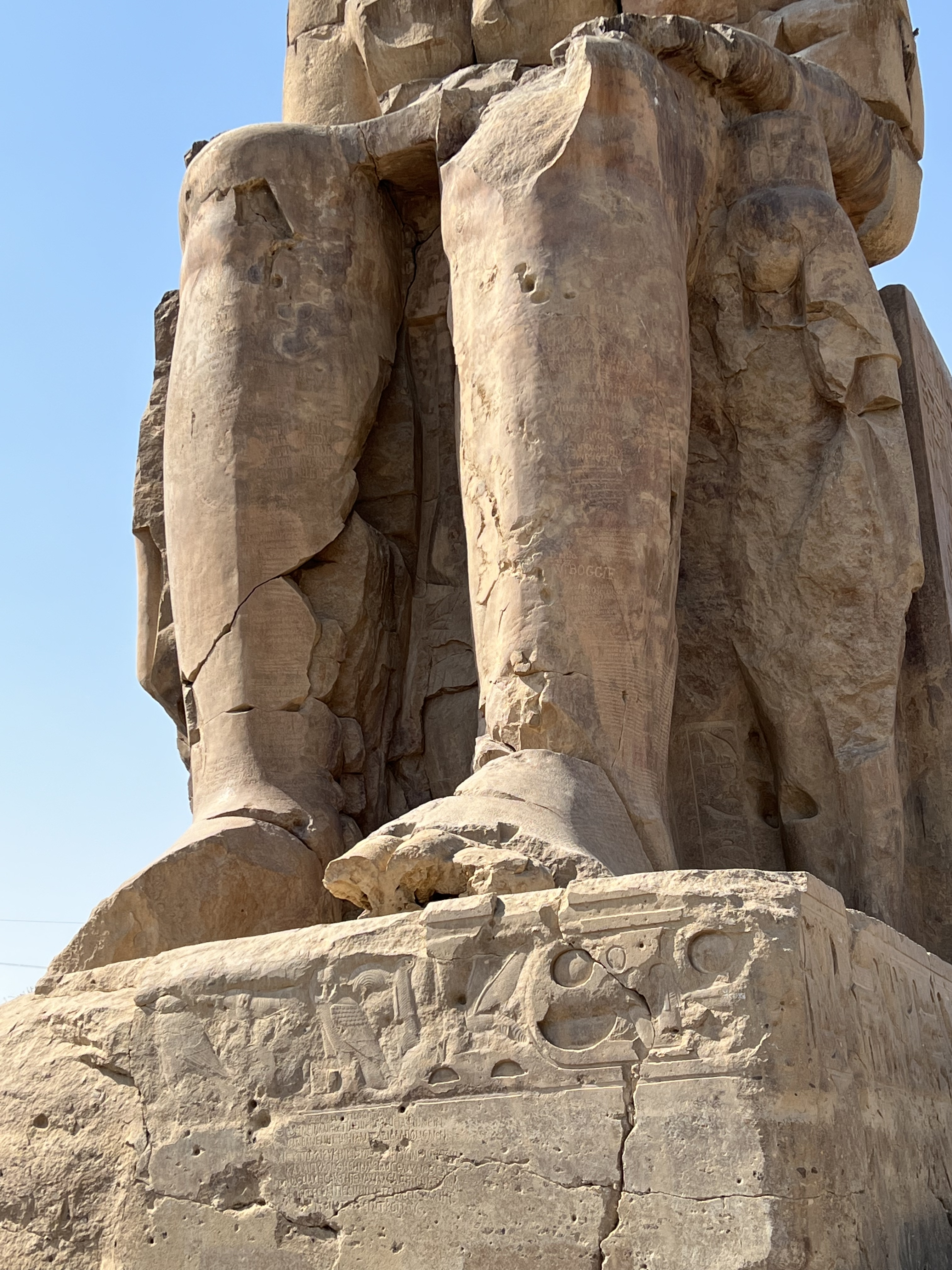
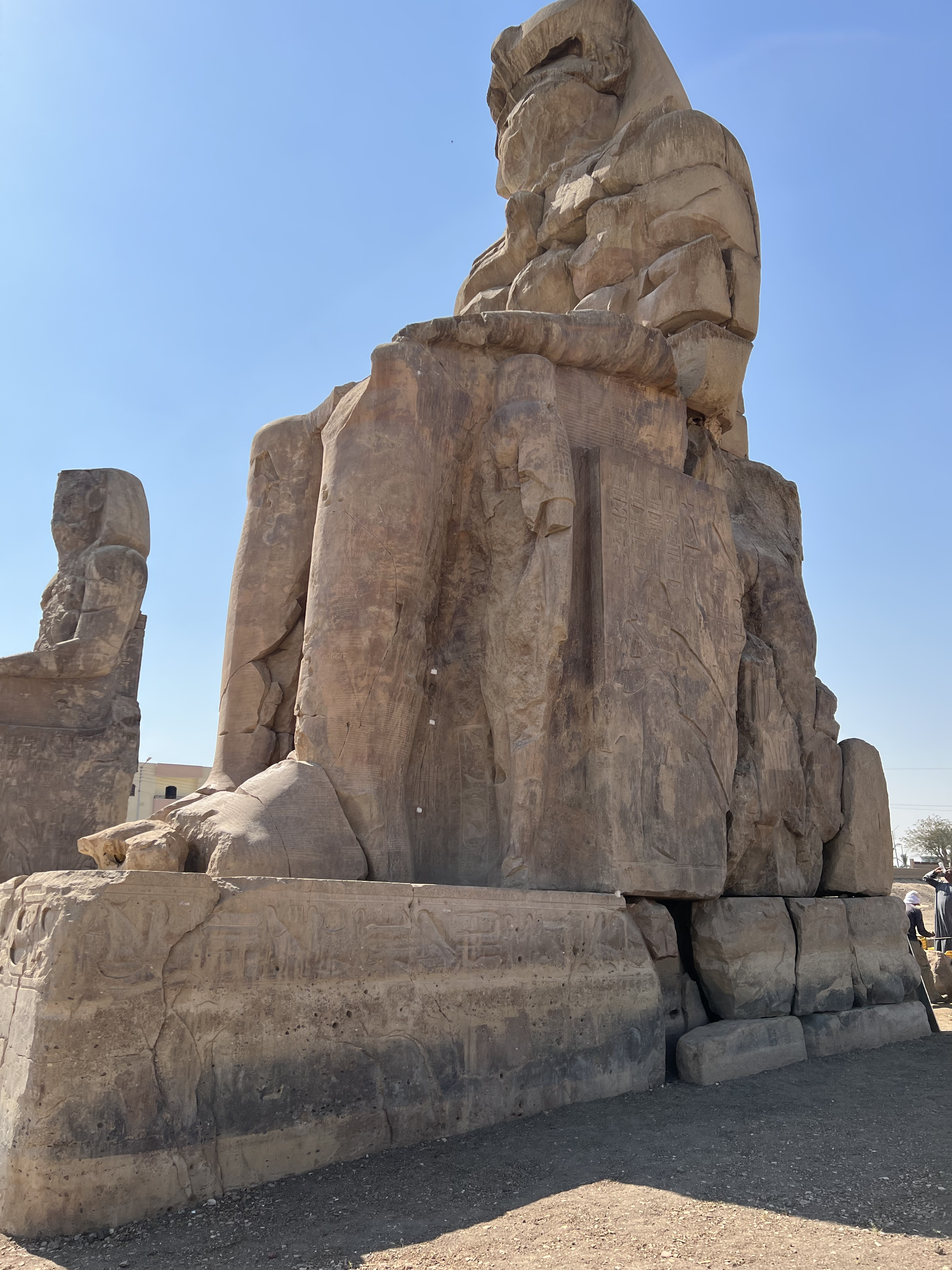
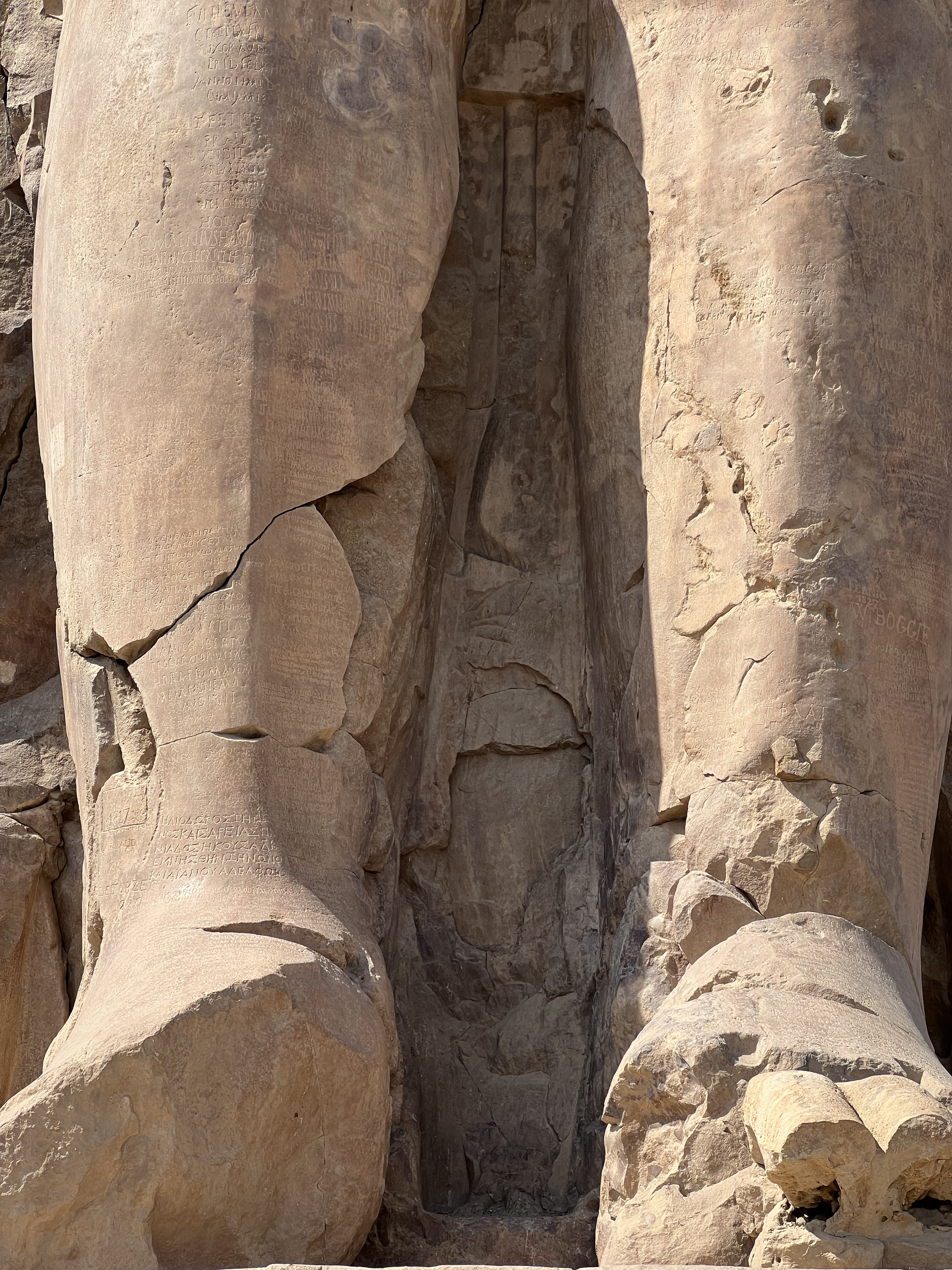
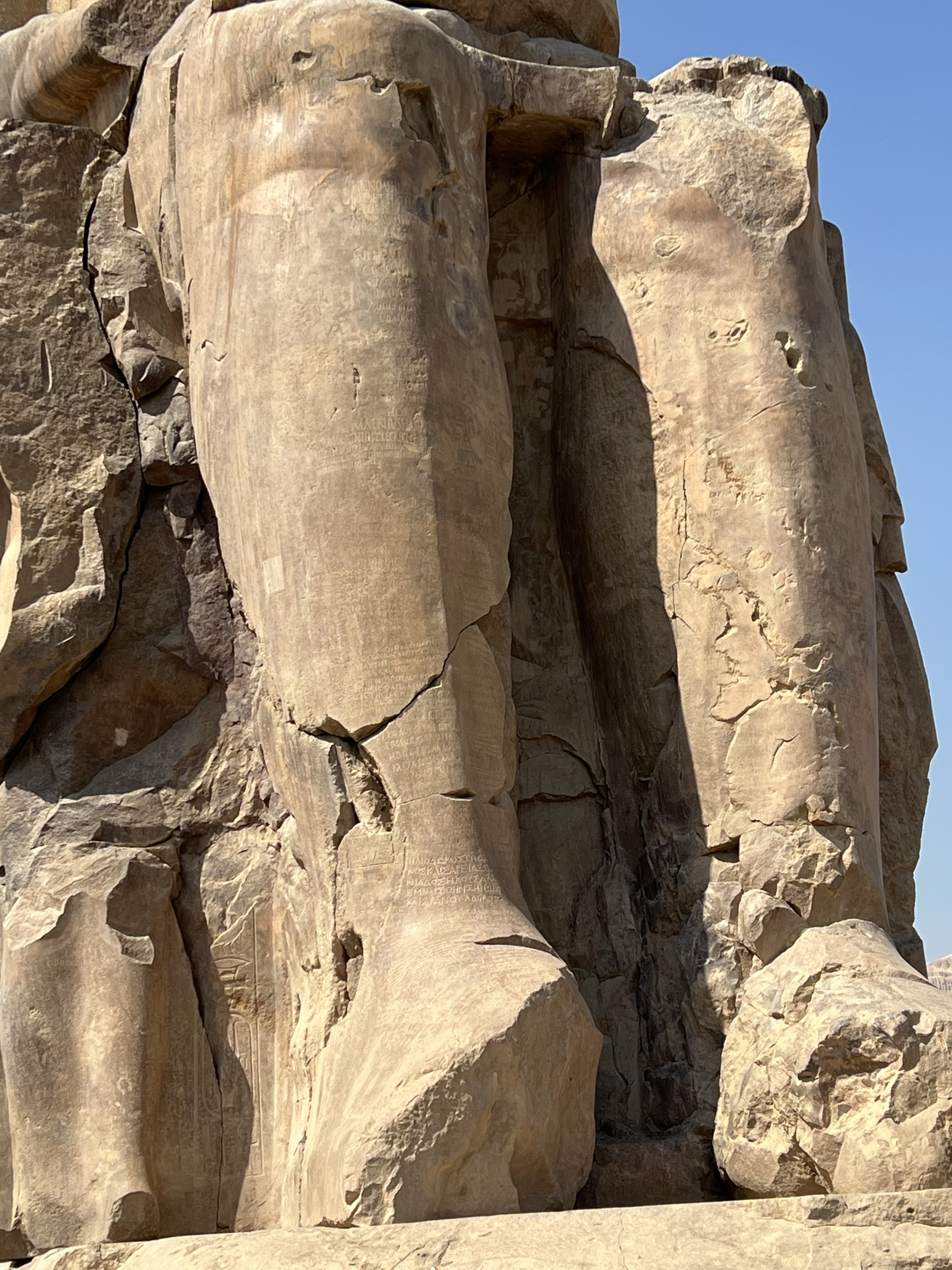
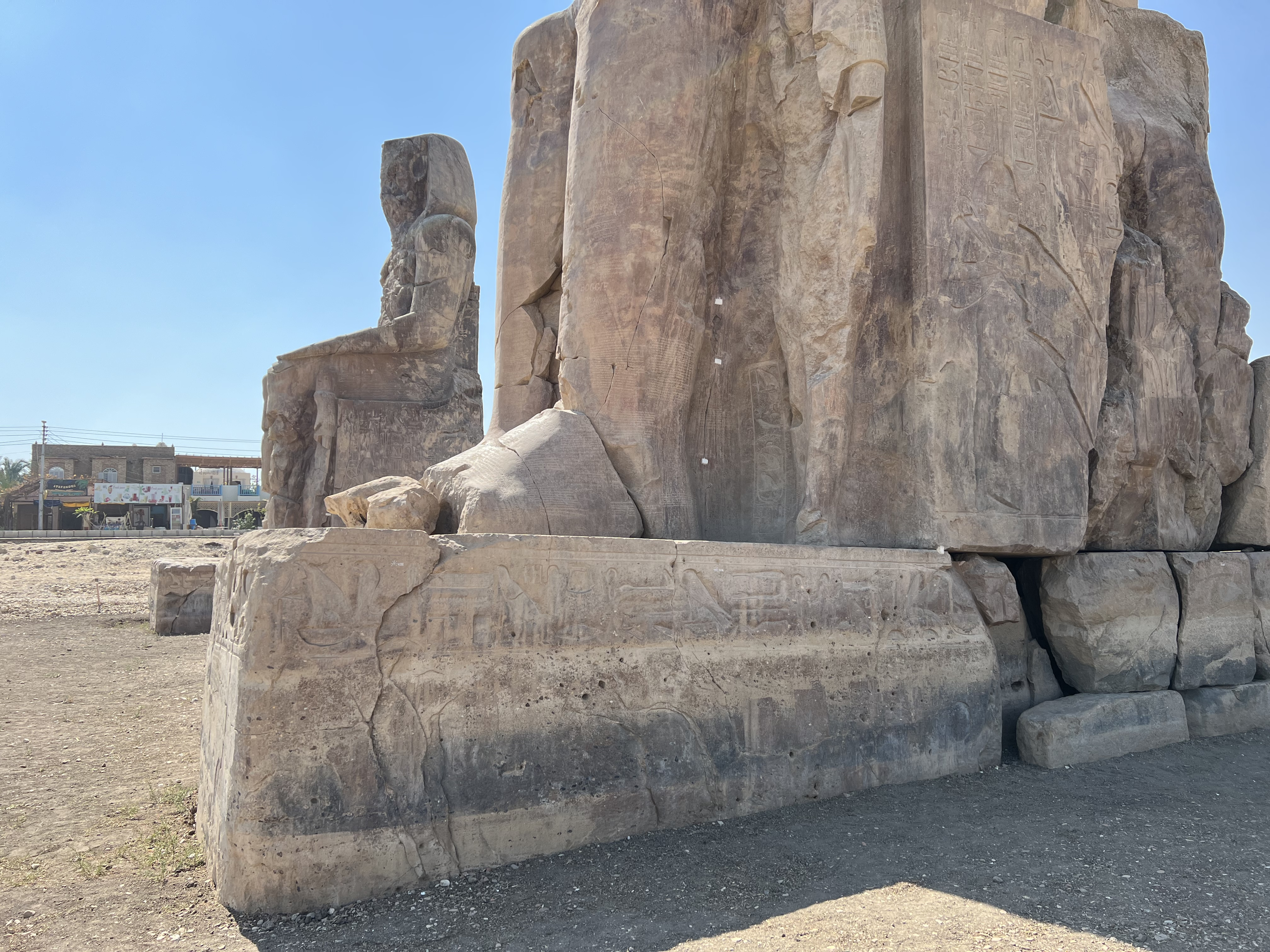
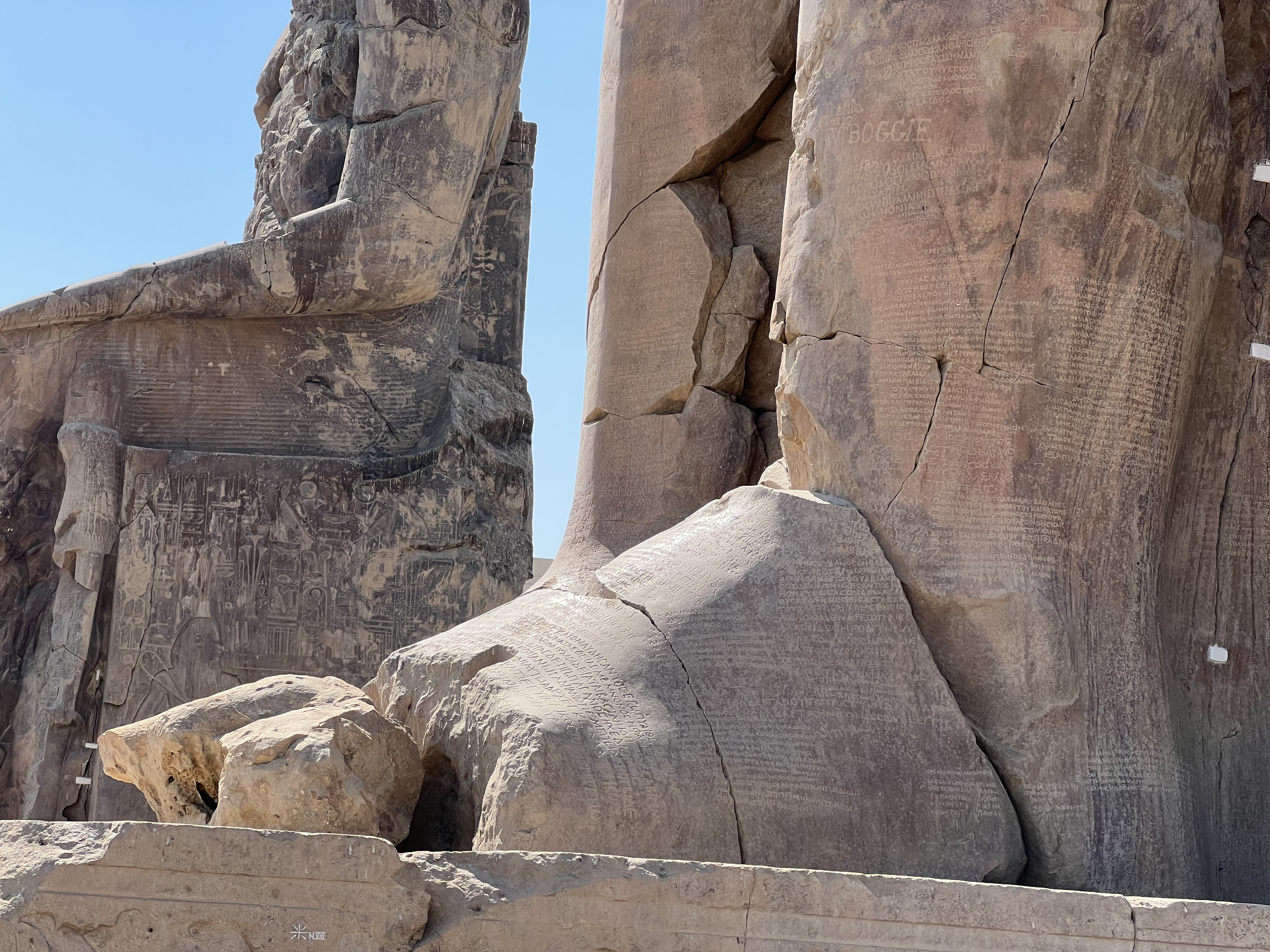
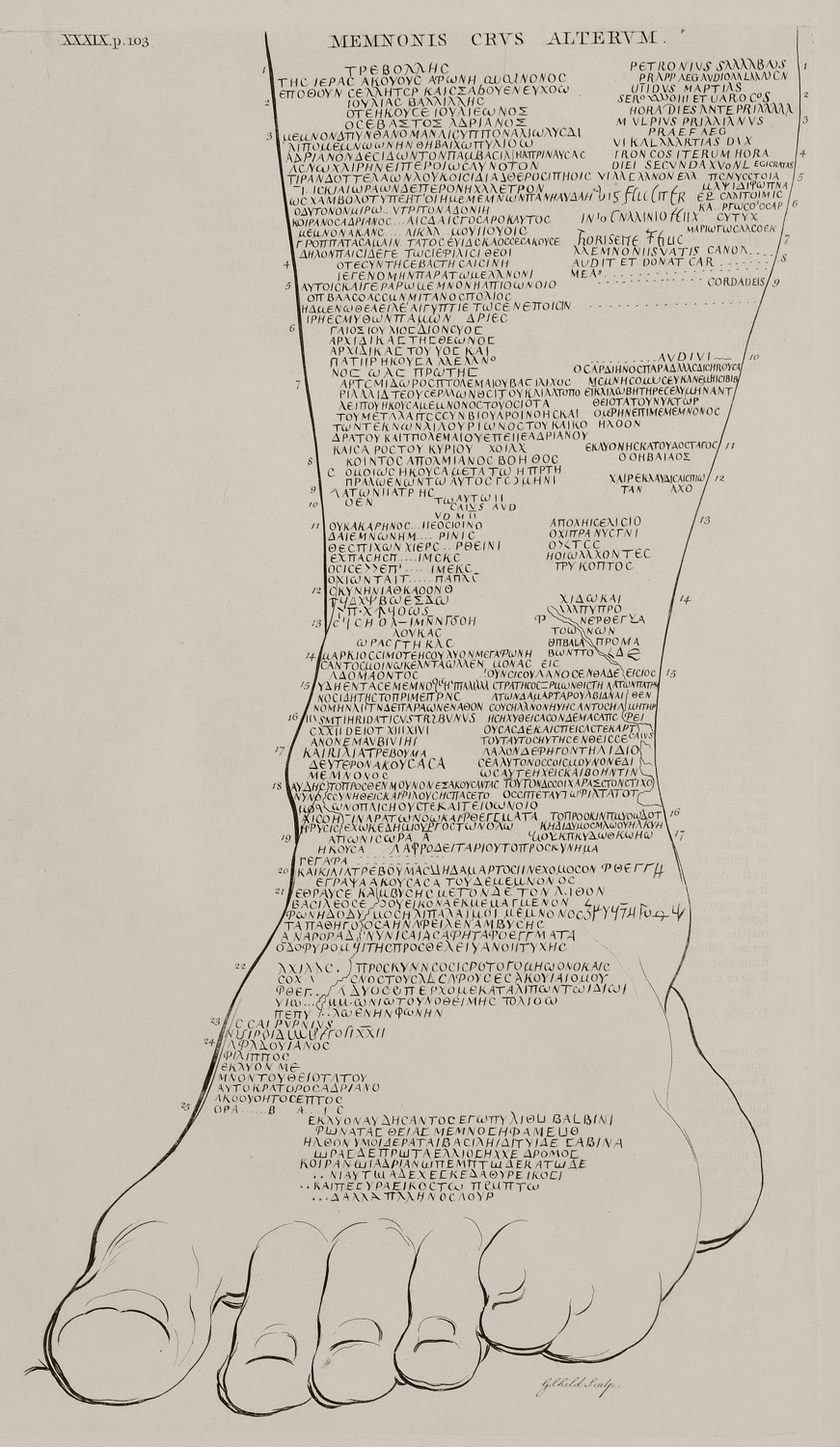
巨像左脚的铭文
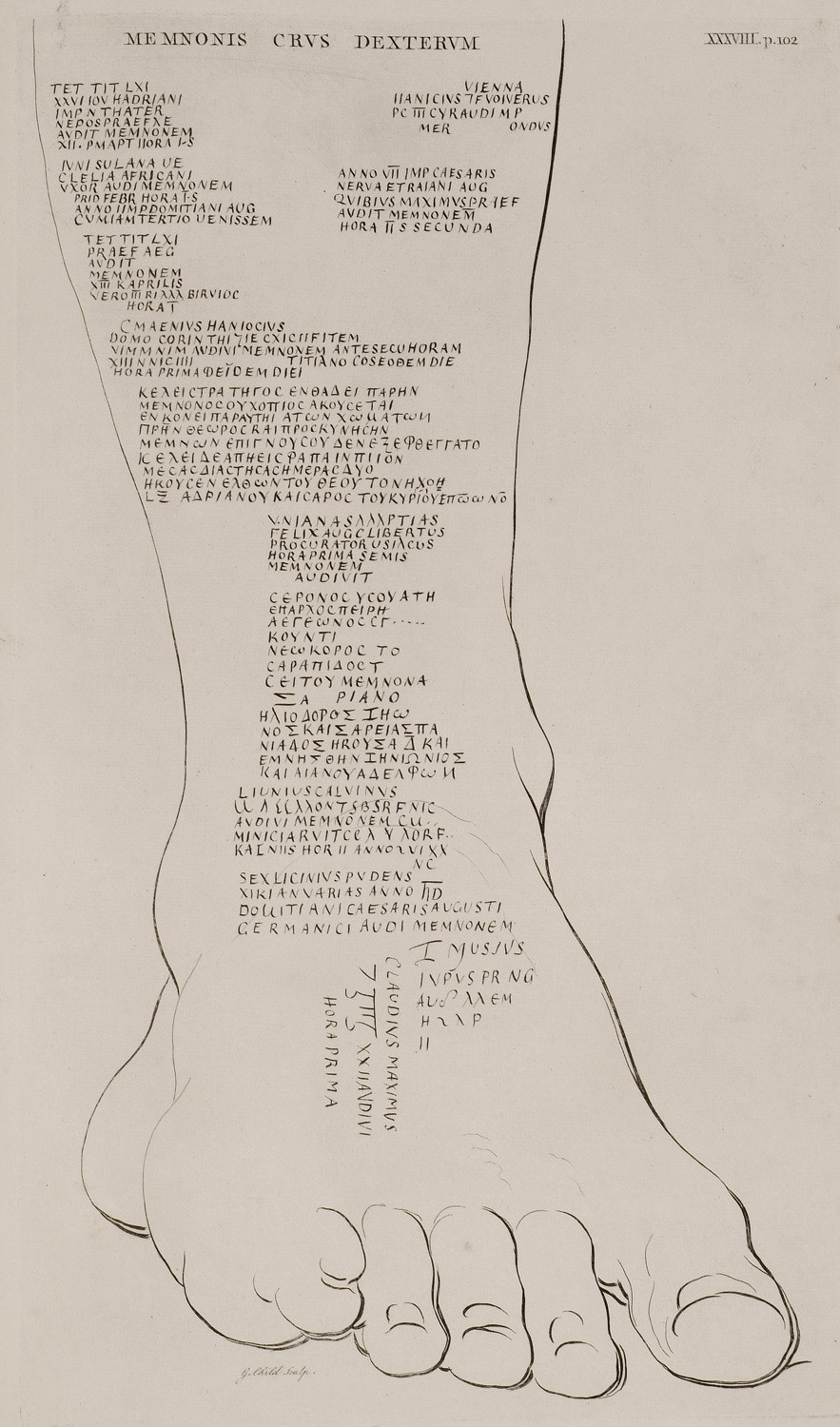
巨像右脚的铭文

## 地震
神庙在建成后不久便在一次大地震中被摧毁，亚美尼亚地震研究所最近认定该地震发生在公元前1200年左右，神庙被摧毁后，只剩下入口处的两尊巨像仍然幸存。而巨像也在这之后公元前27年的一次强震中遭到了进一步的破坏。在这之后，罗马人帮助修复了部分巨像。
这场公元前1200年的强震导致地面上出现了许多裂缝，有不少完好的雕像掉入了这些裂缝中并被沙土掩埋。亚美尼亚/德国考古学家Hourig Sourouzian针对这些被掩埋的雕像进行了广泛的挖掘和修复，他指出，该神庙建筑群由三个塔门组成，每个塔门前都立有巨像，而在远端是一个长方形的神庙，其中包括一个巨柱大厅。到目前为止，在神庙原址上已经重新竖立起四尊雕像，还有八尊雕像正等待被竖立。而卢克索博物馆中约有200尊相关的雕像或雕像碎片，其中一部分已对外展出，另一部分仍在修复中。

## 名称
阿蒙霍特普三世神庙的现代阿拉伯语名称是Kom el-Hatan，但它的罗马名称“门农神庙”更广为人知。门农是特洛伊战争的英雄，他是埃塞俄比亚国王，曾率领他的军队从非洲进入小亚细亚以帮助保卫被围困的城市，但最终被希腊第一勇士阿喀琉斯所杀。 据说门农(其名字的意思是“忠诚的“或“坚决的” )是黎明女神厄俄斯的儿子。据报道，北方巨像(见下文)会在黎明时发出哭泣的声音，这两尊巨像后来便被人们称为门农巨像。最后，整个底比斯墓地群被普遍称为 Memnonium ，意为“西方的统治者”，就像被称为西方之神的奥西里斯神一样。
19世纪时，英国考古学家威廉·阿布尼爵士（William de Wiveleslie Abney）指出，“阿拉伯人称这两尊巨像分别为为‘Shama’和‘Tama’，当把它们放在一起时，它们则被称为 Sanamat，即‘偶像’” 

## 声音
公元前27年，一场大地震摧毁了北边的巨像，巨像腰部以上的部分坍塌，腰部以下开裂。在它受损后，人们开始听到巨像会发出特定的“声音”，这种神奇的现象总是发生在日出后的一两个小时或是黎明时分。有关这种声音的记载多出现在2月和3月，但这可能是因为2月和3月是当时人们去埃及旅游的旺季的缘故。
希腊历史学家和地理学家斯特拉博的记载是有关这种声音的最早的文献记载，他说他在公元前20年的一次实地考察中听到了这种声音，显然这种奇特的现象当时已经广为人知。但人们对听到的声音的描述各不相同，斯特拉博说这声音听起来“像一次打击”，希腊地理学家保萨尼亚斯则将其比作“七弦琴的弦”断裂的声音，也有人认为巨像发出的声音类似铜管的敲击声或口哨声。 其他古代资料来源包括老普林尼(他自己没有听到过，但他记录了别人的经历)、保萨尼亚斯、塔西陀、斐洛斯脱拉德和尤维纳利斯。此外，巨像的底座上刻有大约90位当时游客们的铭文，他们也在铭文中提到了自己有没有听到过声音。
“门农的声音”的相关传说在埃及以外广为流传，人们普遍认为听到它的声音便会带来好运。这之后，包括几位罗马皇帝在内，络绎不绝的游客前来观摩巨像。而最后一次听到声音的可信记录是在公元196年。在罗马时代后期，人们在巨像的上半部分添加了新的砂岩（巨像上半部分原本的残存部分从未被发现）。有关这个重建的日期仍然未知，但人们普遍认为是大约公元199年，罗马皇帝塞普蒂米乌斯·塞维鲁试图讨好神谕时重建的（根据记载，虽然他参观了巨像，但没有听到过类似声音）。
针对这种现象，人们提出了各种解释。主要有两种理论：自然形成的或人为创造的。斯特拉博本人显然距离太远无法确定其性质：他表示他无法确定声音来自基座、巨像破碎的上部区域，还是“站在巨像周围的游人的喧嚣声”。如果声音是自然形成的的，那么这种声音很可能是由温度升高导致的多孔岩石内的露水蒸发引起的。
虽然极为罕见，但在其他一些埃及古迹中也曾听到过类似的声音(比如卡纳克)。在罗马人为巨像上半部分增加重量后，巨像的声音便再也没有被听到过了，这是驳斥人为制造声音观点的有利佐证。
在18世纪末和19世纪初,也有一些人听到过这种声音。但这更像是作家或者当地人的恶作剧，当地人可能希望这种奇观长期存在来增加他们当地的旅游收入

## 照片集

### 现代影像

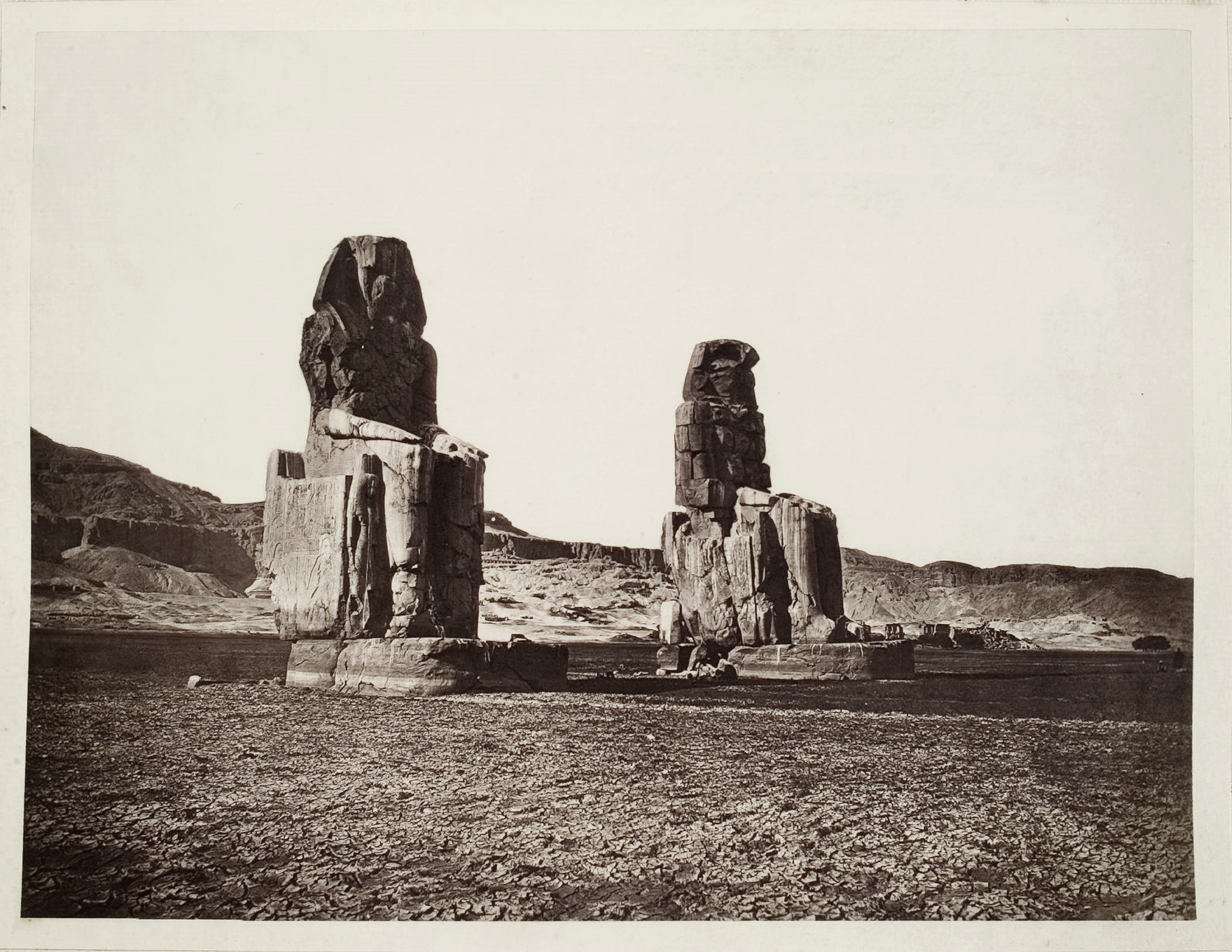
1876年门农巨像的照片

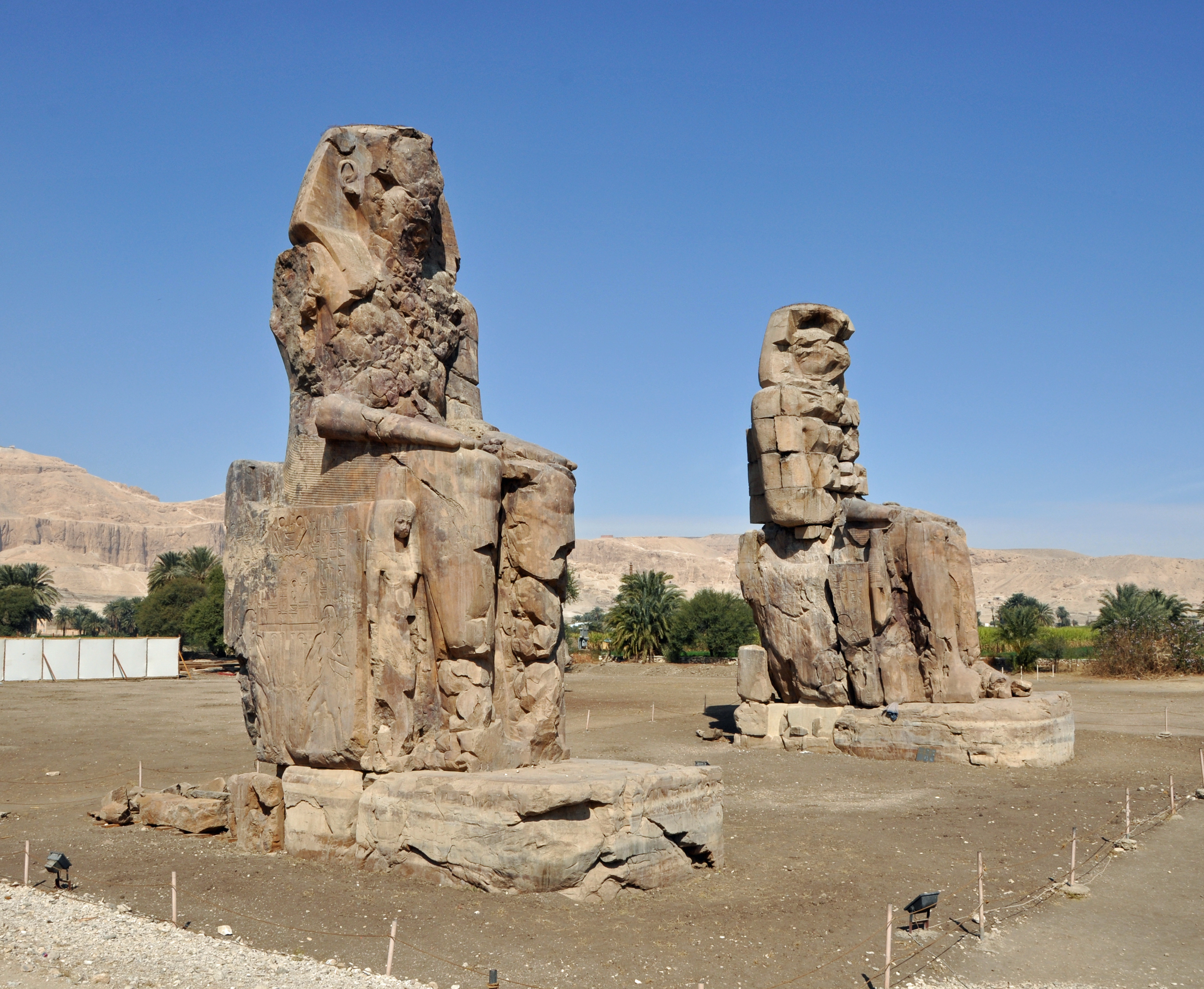
巨像近景
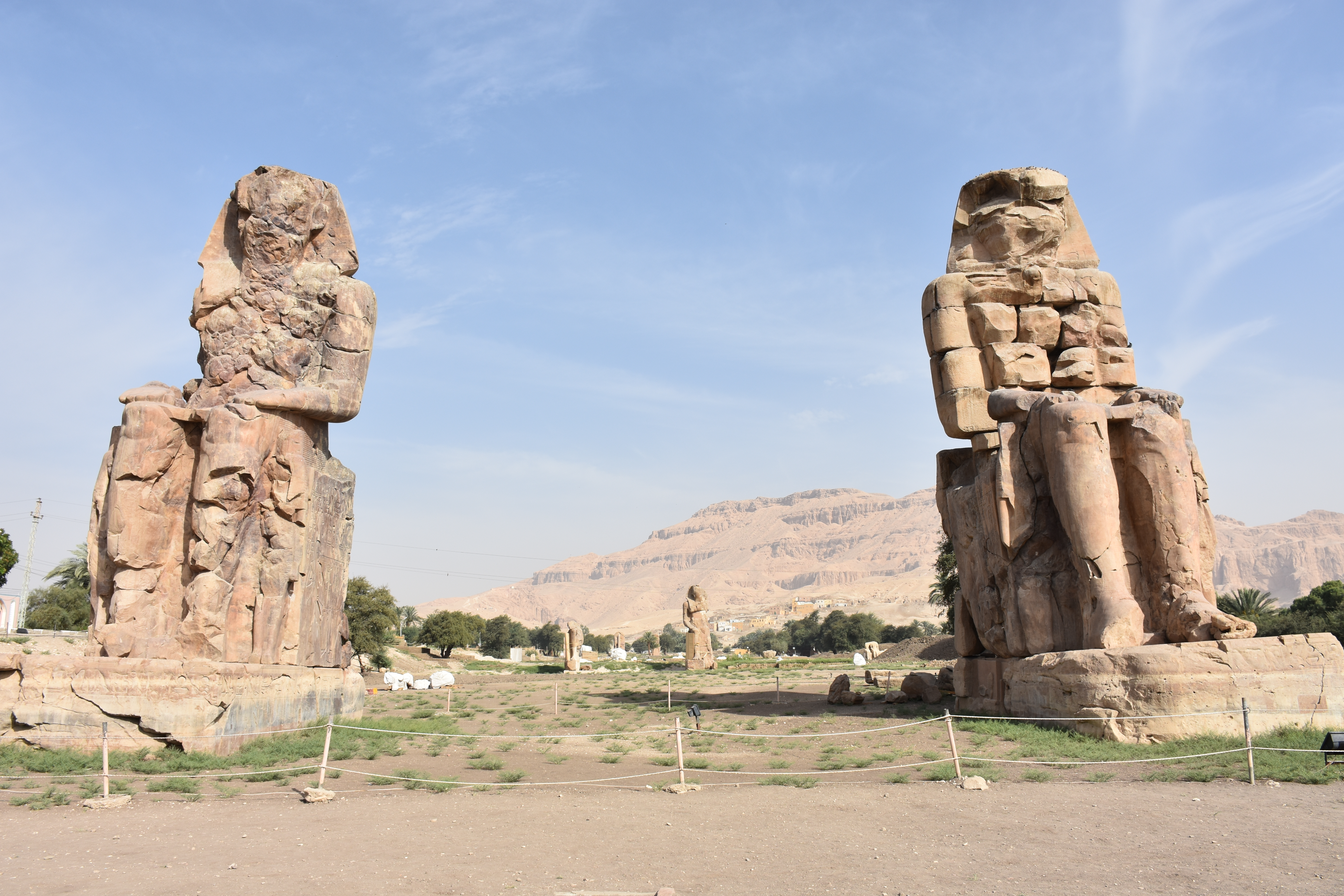
巨像正面
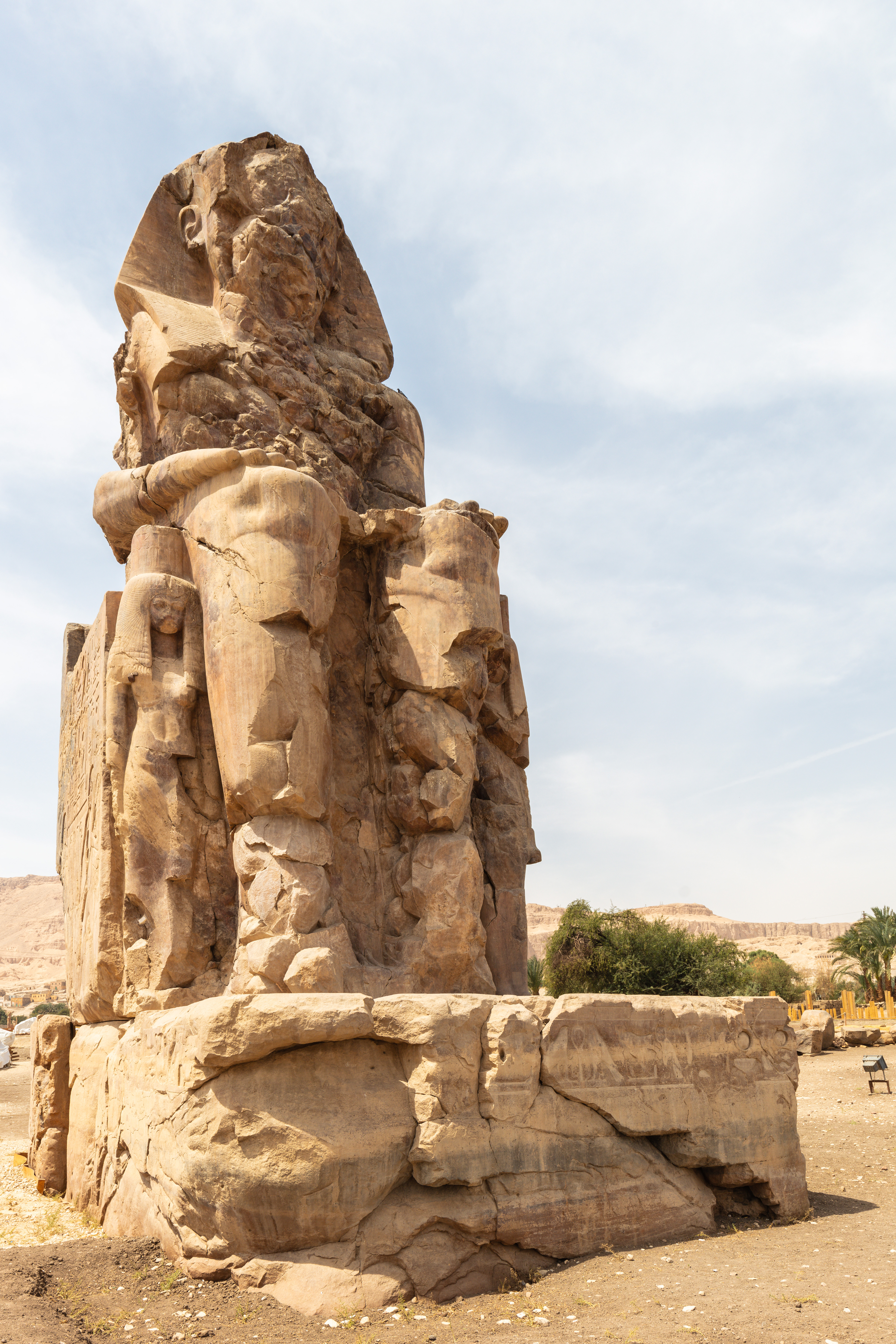
南方巨像
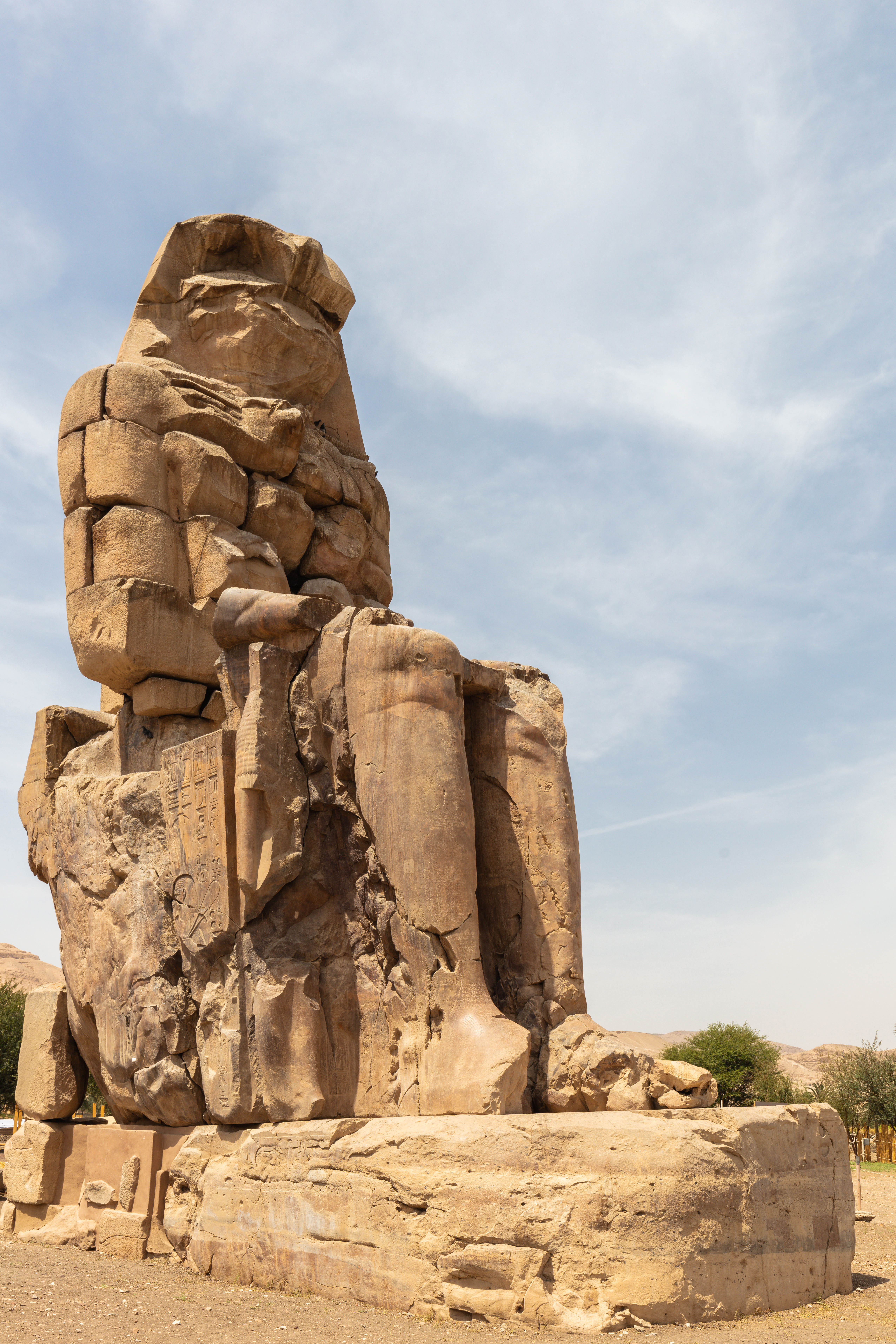
北方巨像
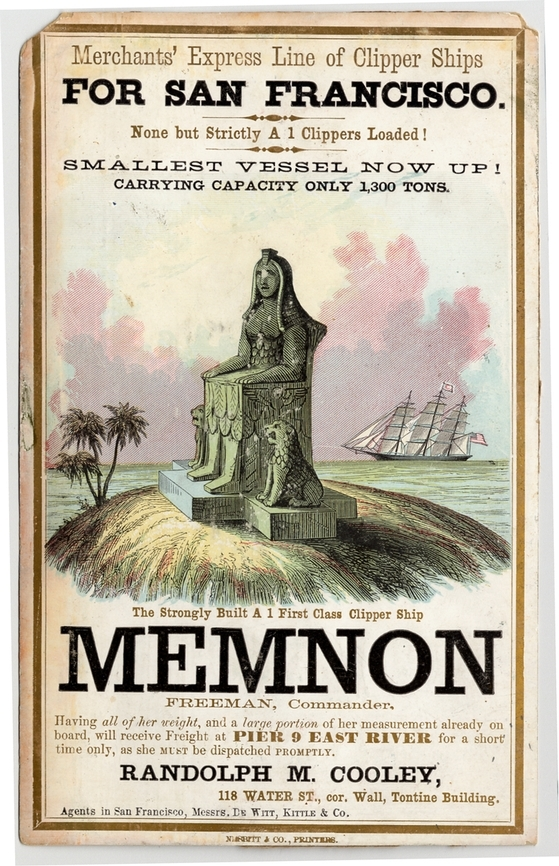
印有门农巨像的船卡

### 著名的历史图像

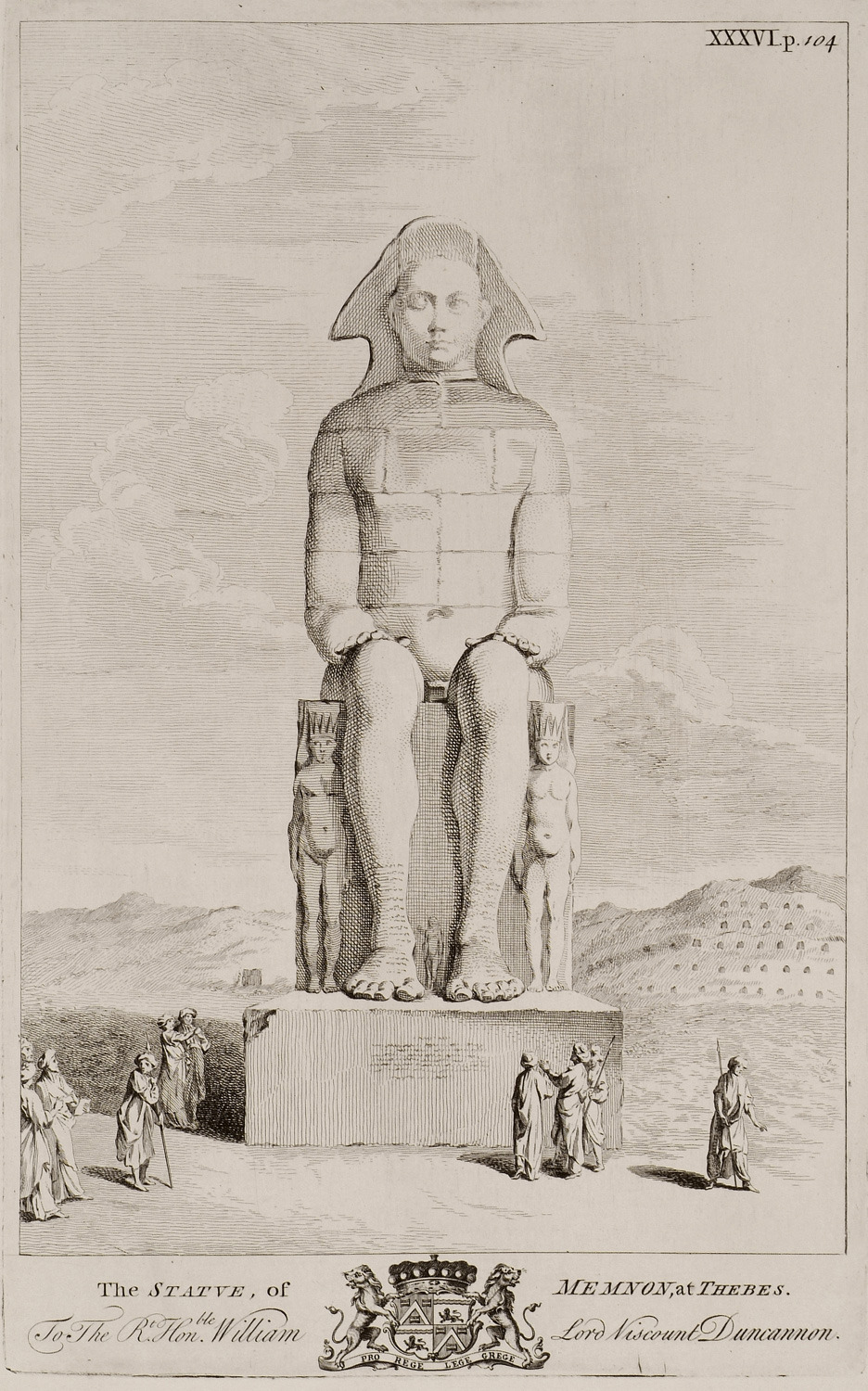
1743年理查德·波科克所画的门农巨像
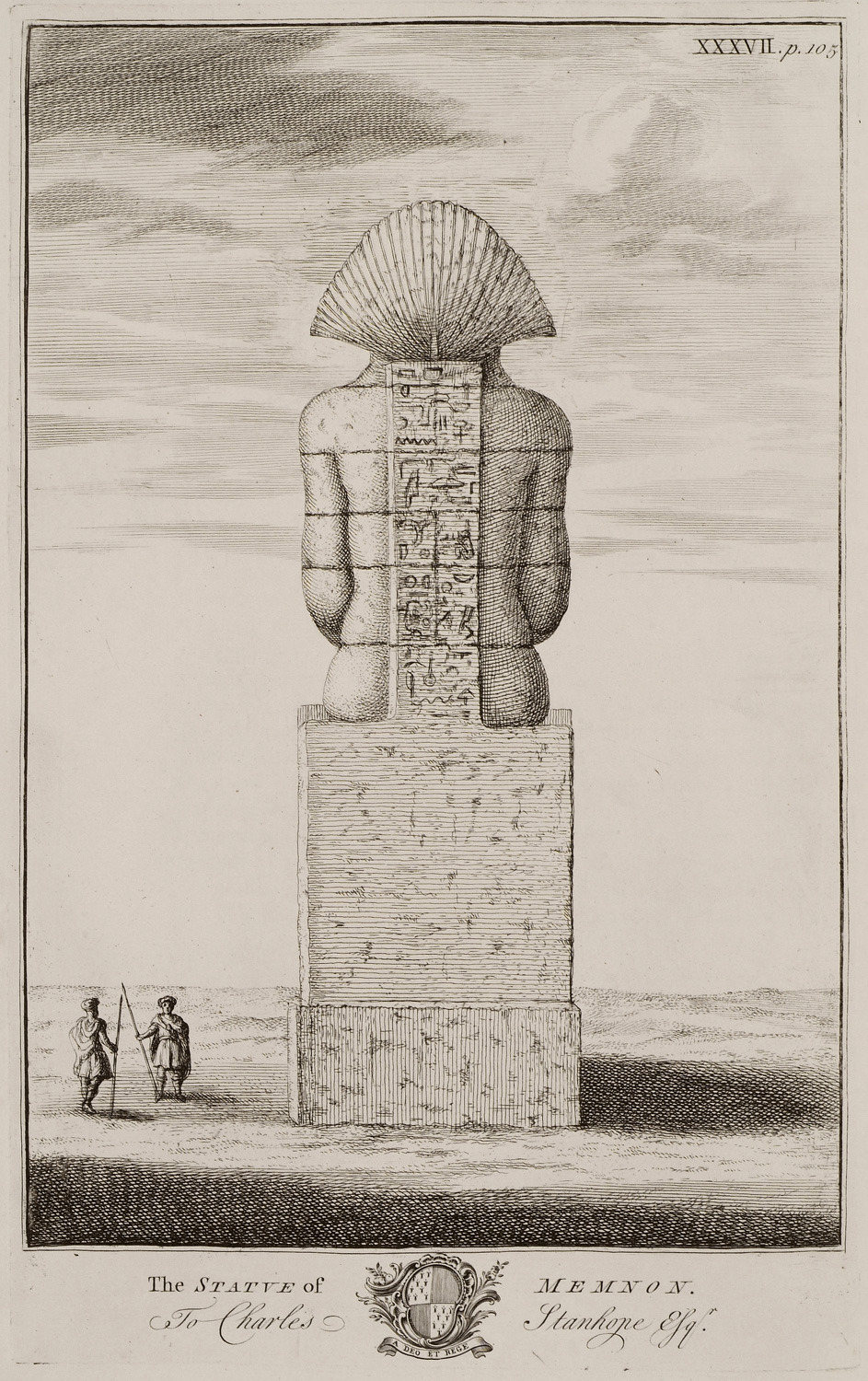
1743年理查德·波科克所画的门农巨像
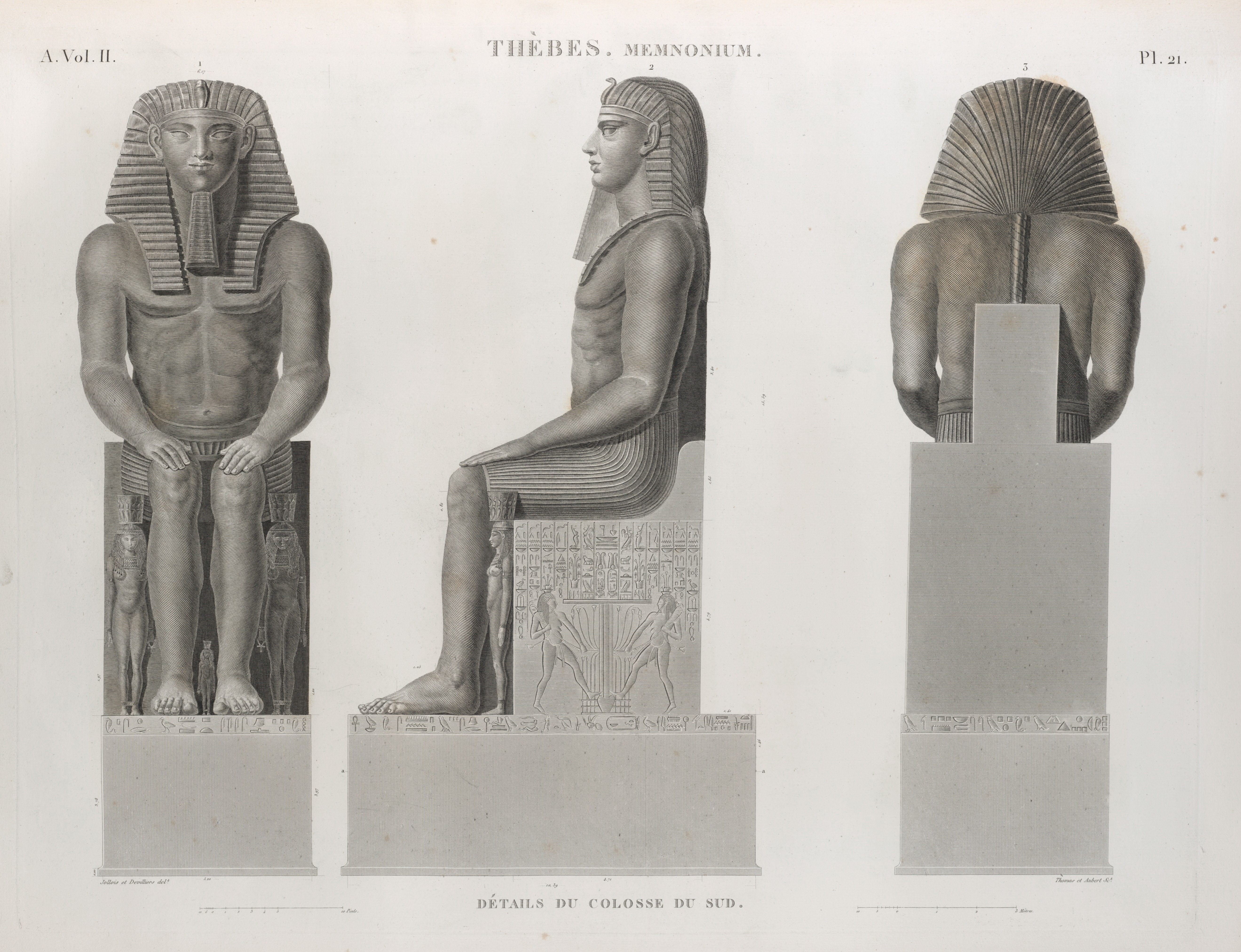
1800年埃及记述中有关门农巨像的插图
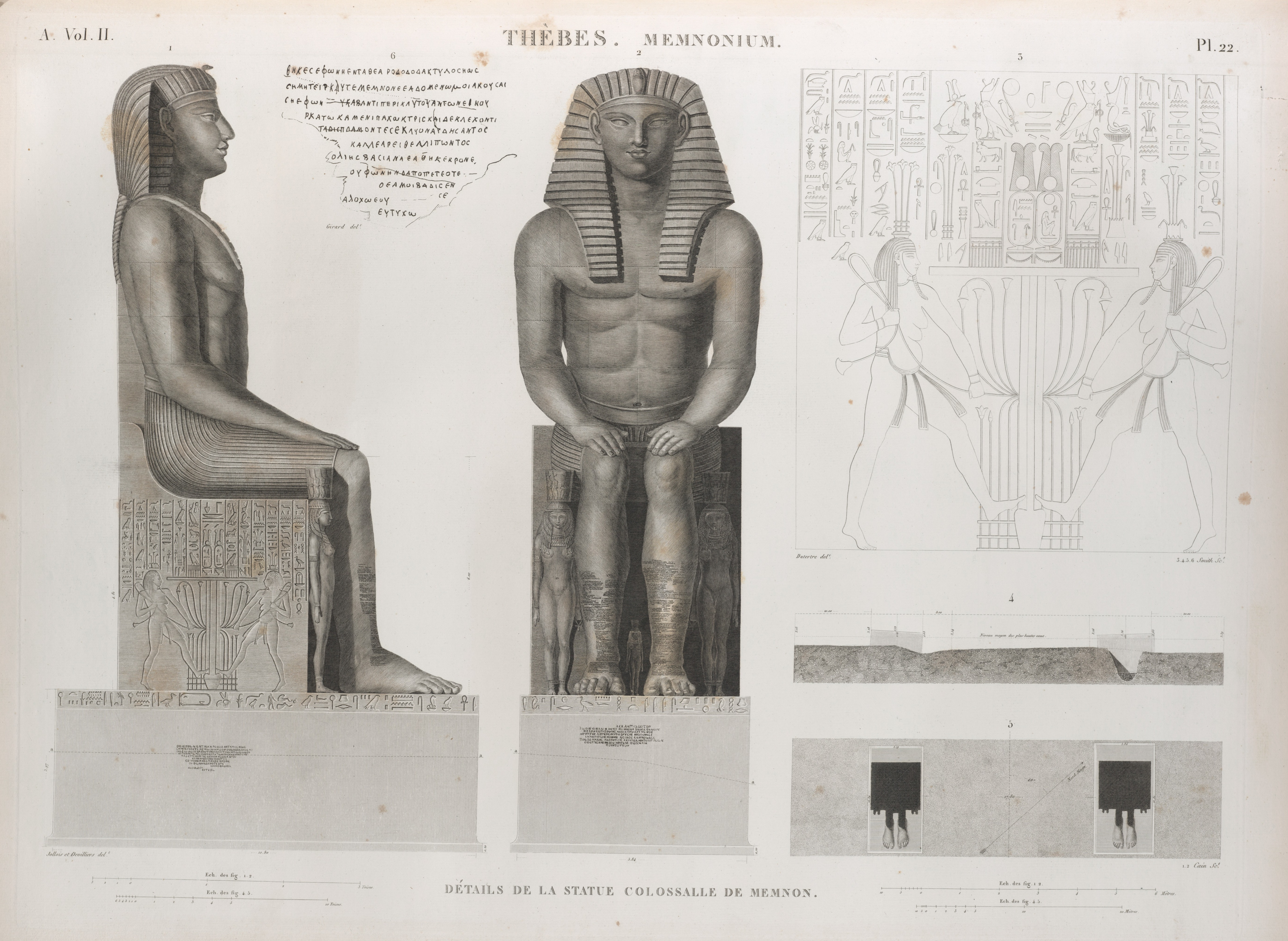
1800年埃及记述中有关门农巨像的插图
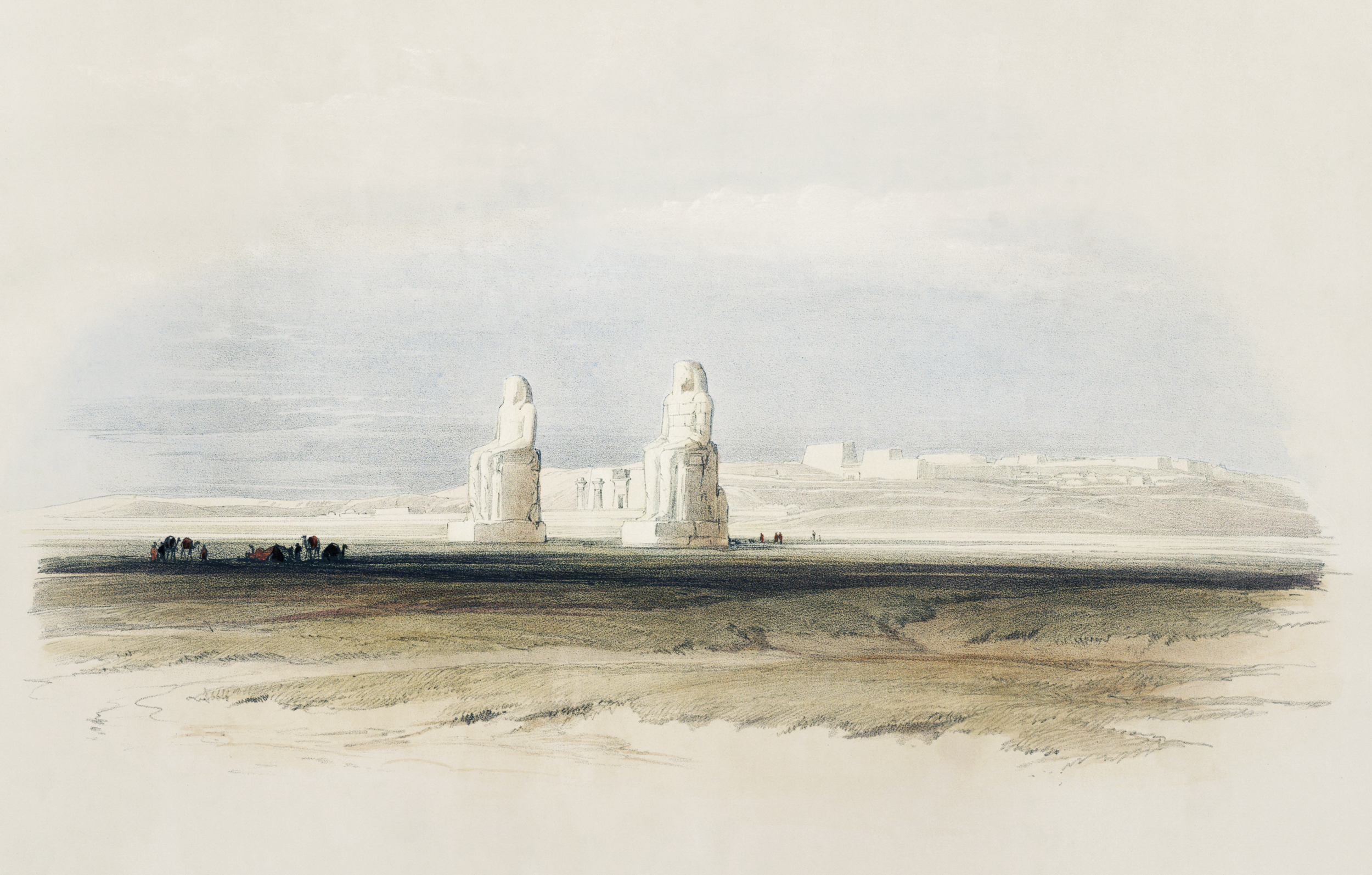
1830年大卫·罗伯茨所著书籍中的门农巨像
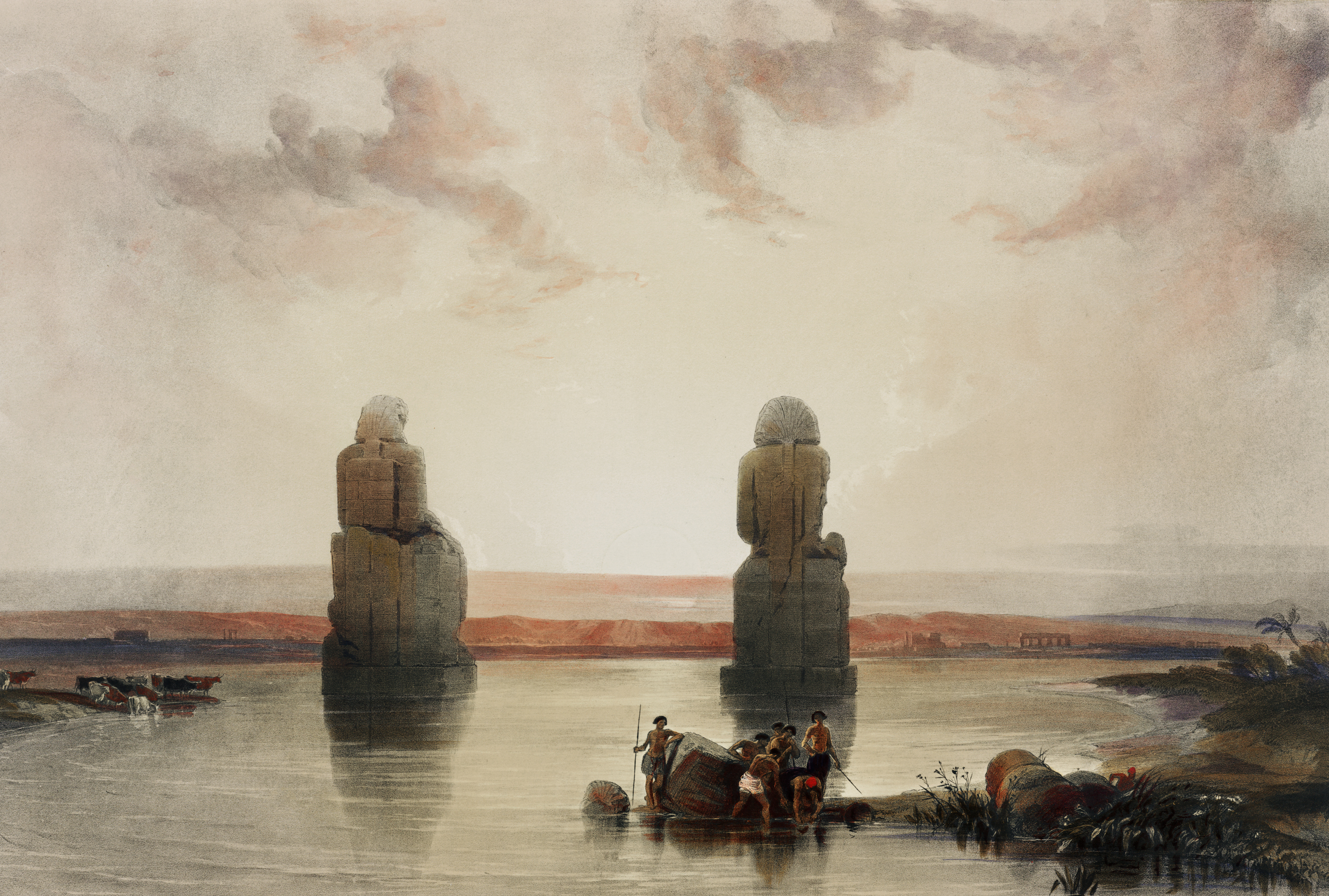
1830年大卫·罗伯茨所著书籍中的门农巨像
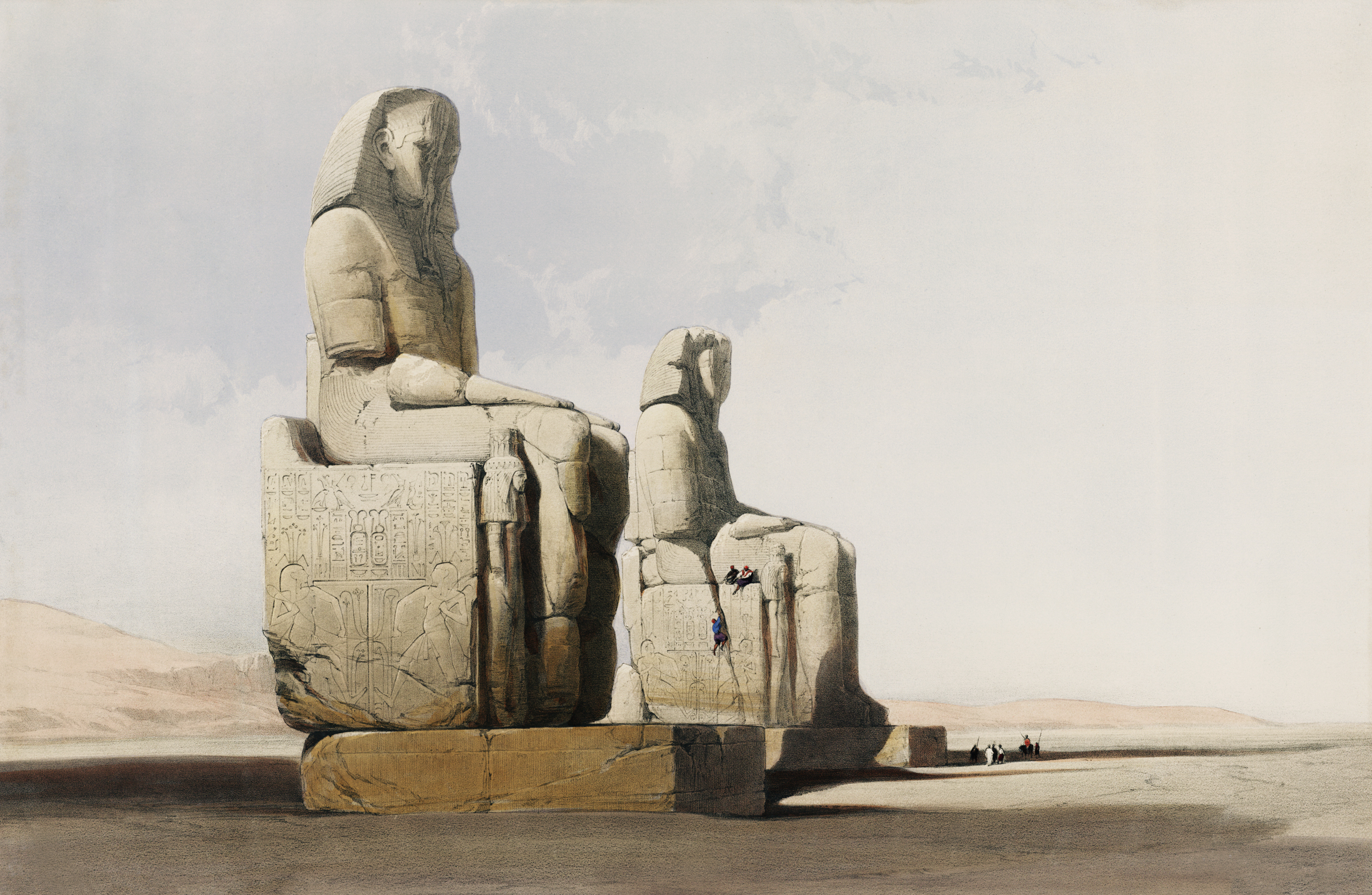
1830年大卫·罗伯茨所著书籍中的门农巨像
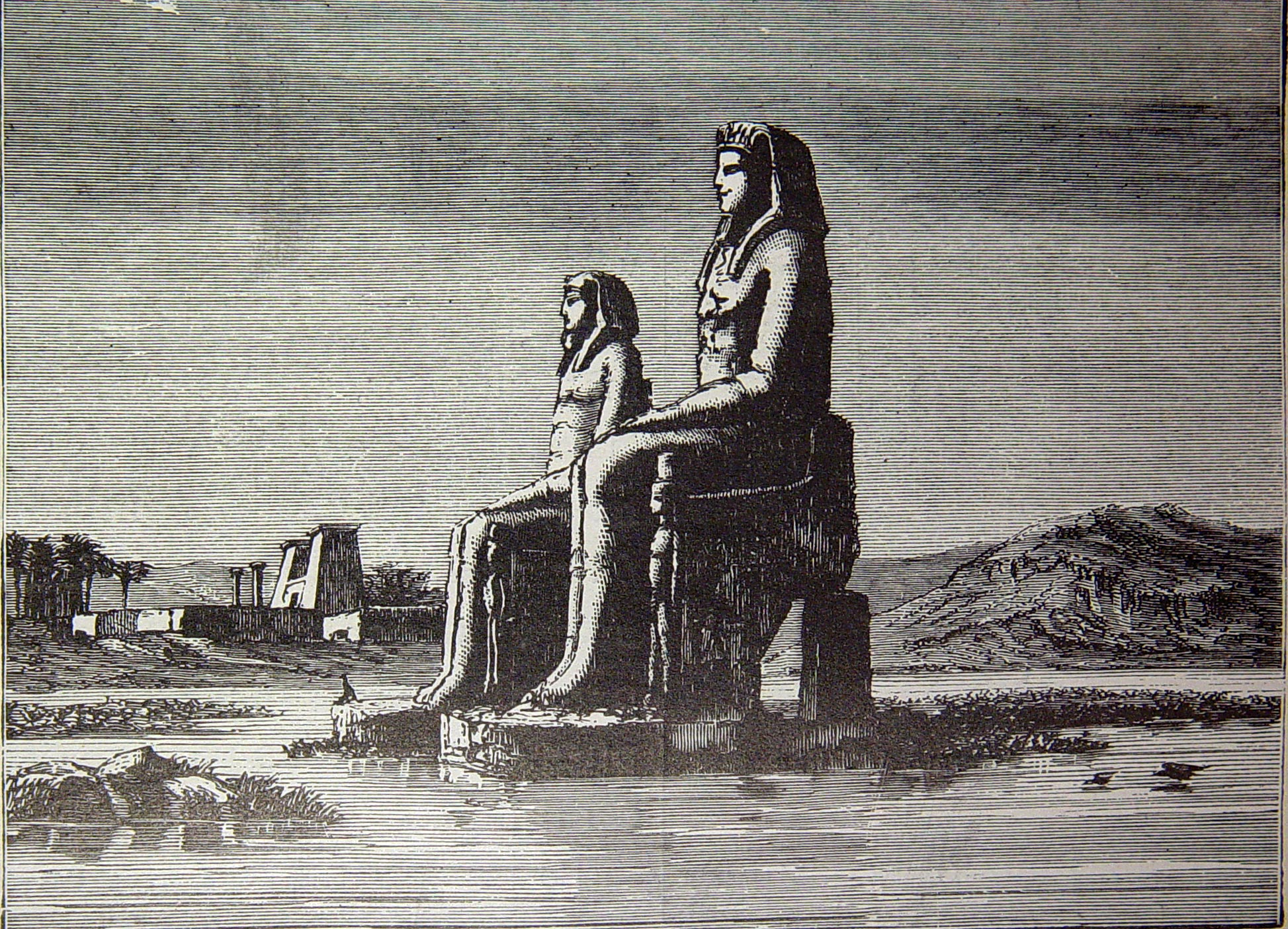
1882年有关门农巨像的画作
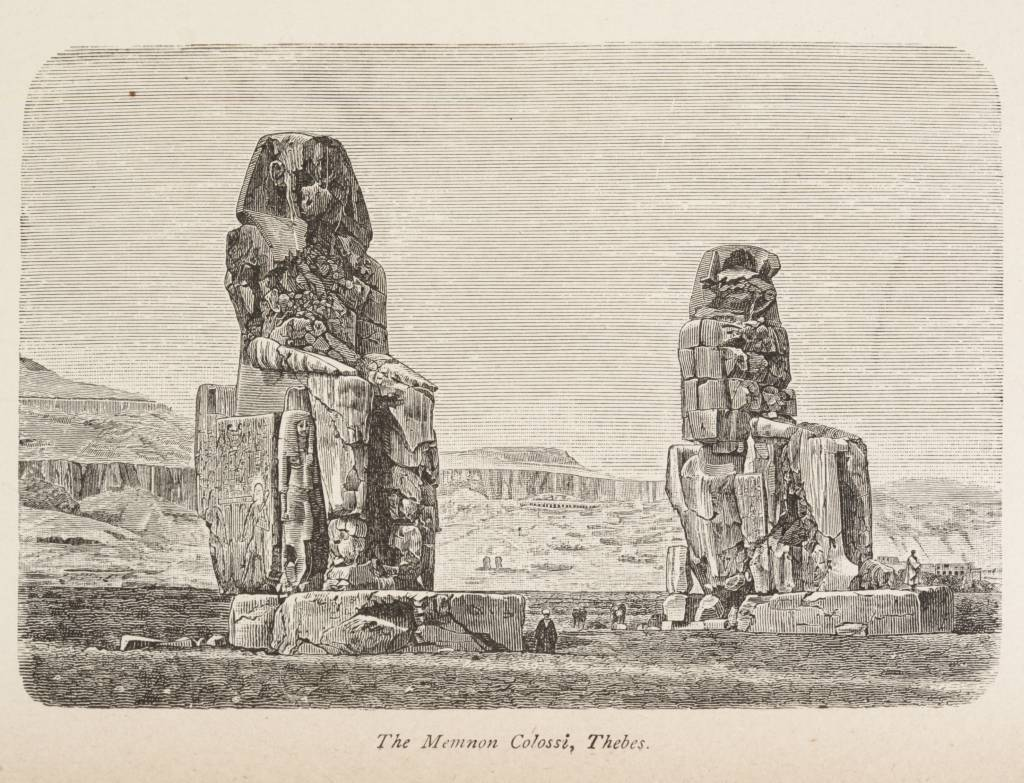
1884年有关门农巨像的画作
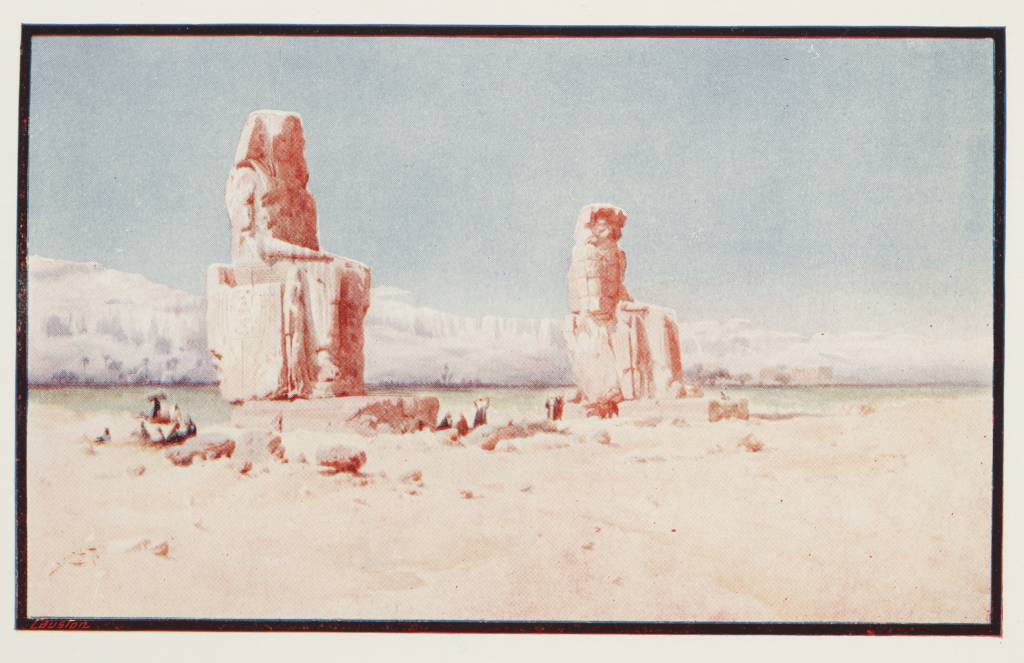
1909年有关门农巨像的画作
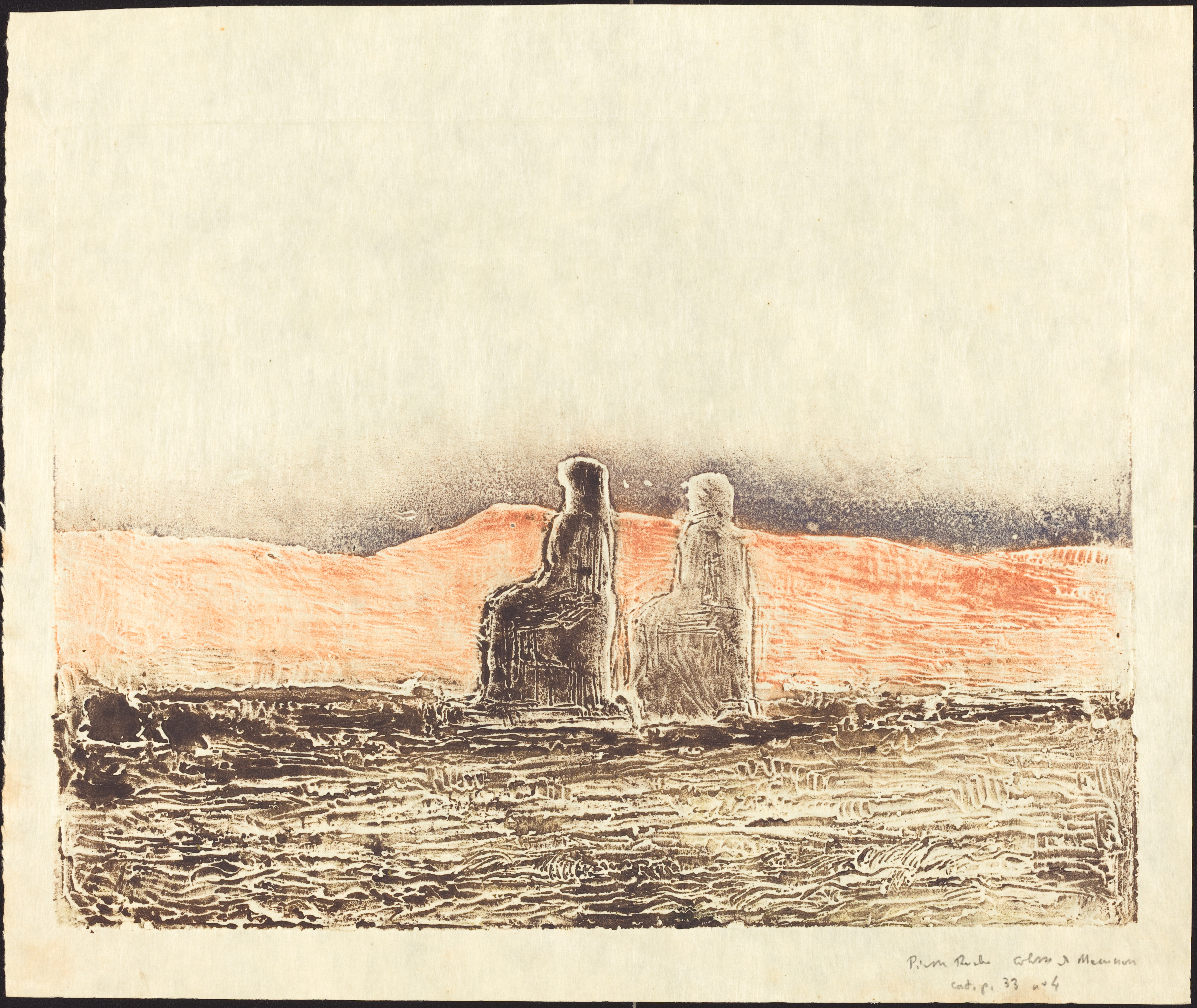
1911年，法国画家皮尔·罗切所画的门农巨像
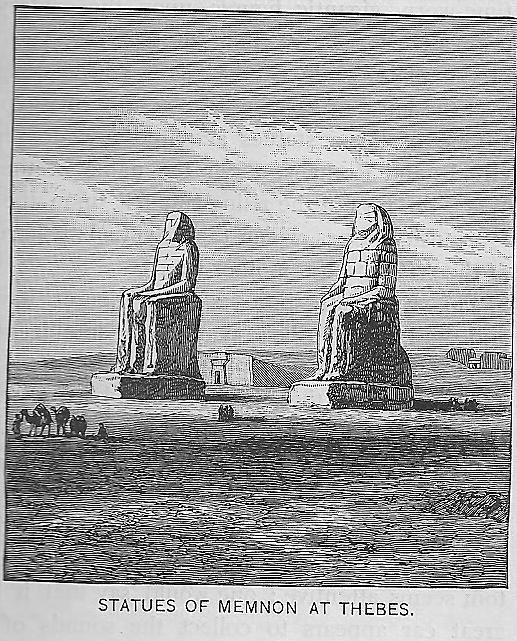
门农巨像的印刷画
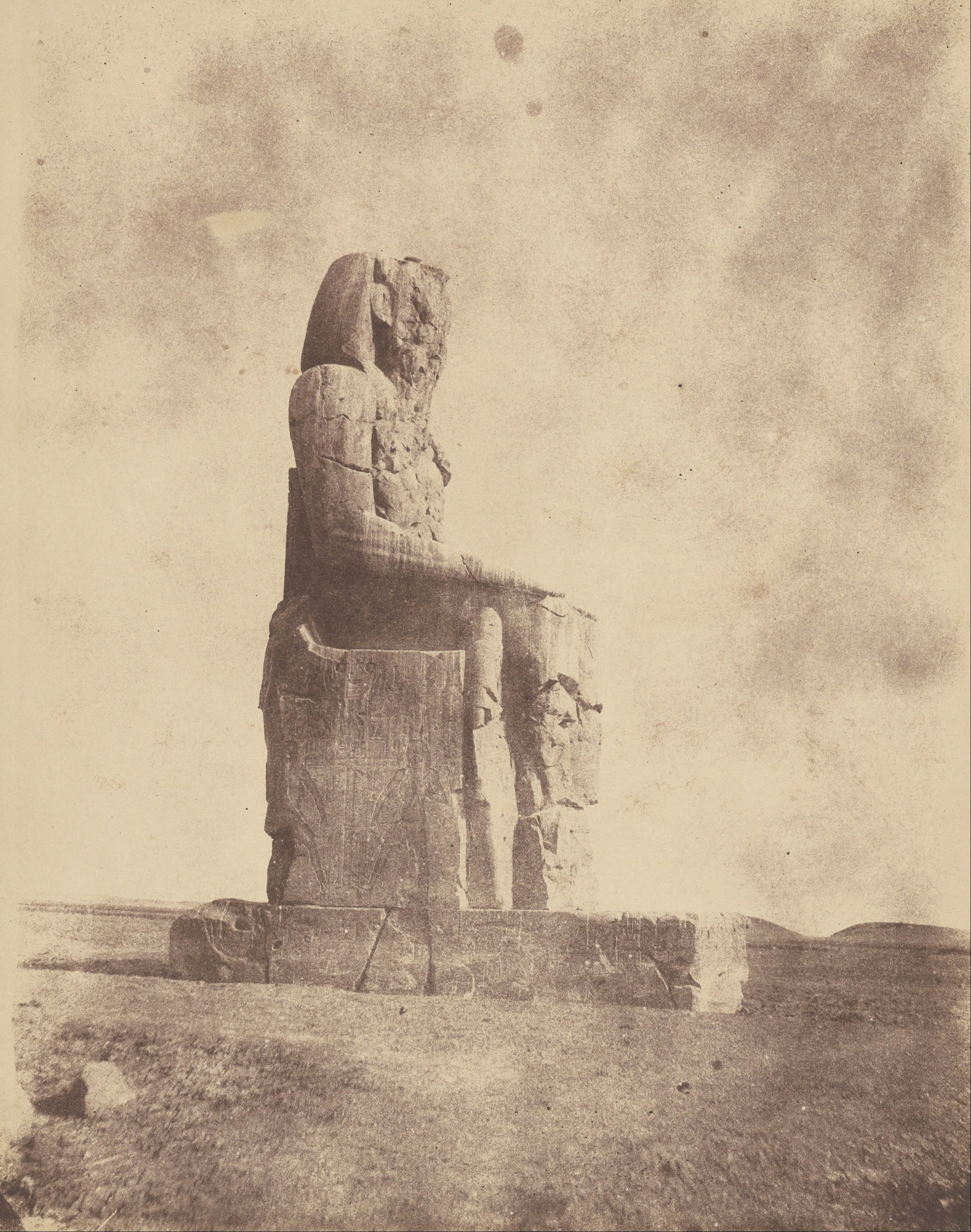
1851年，美国埃及学家约翰·比斯利·格林所拍摄的最早的门农巨像的照片
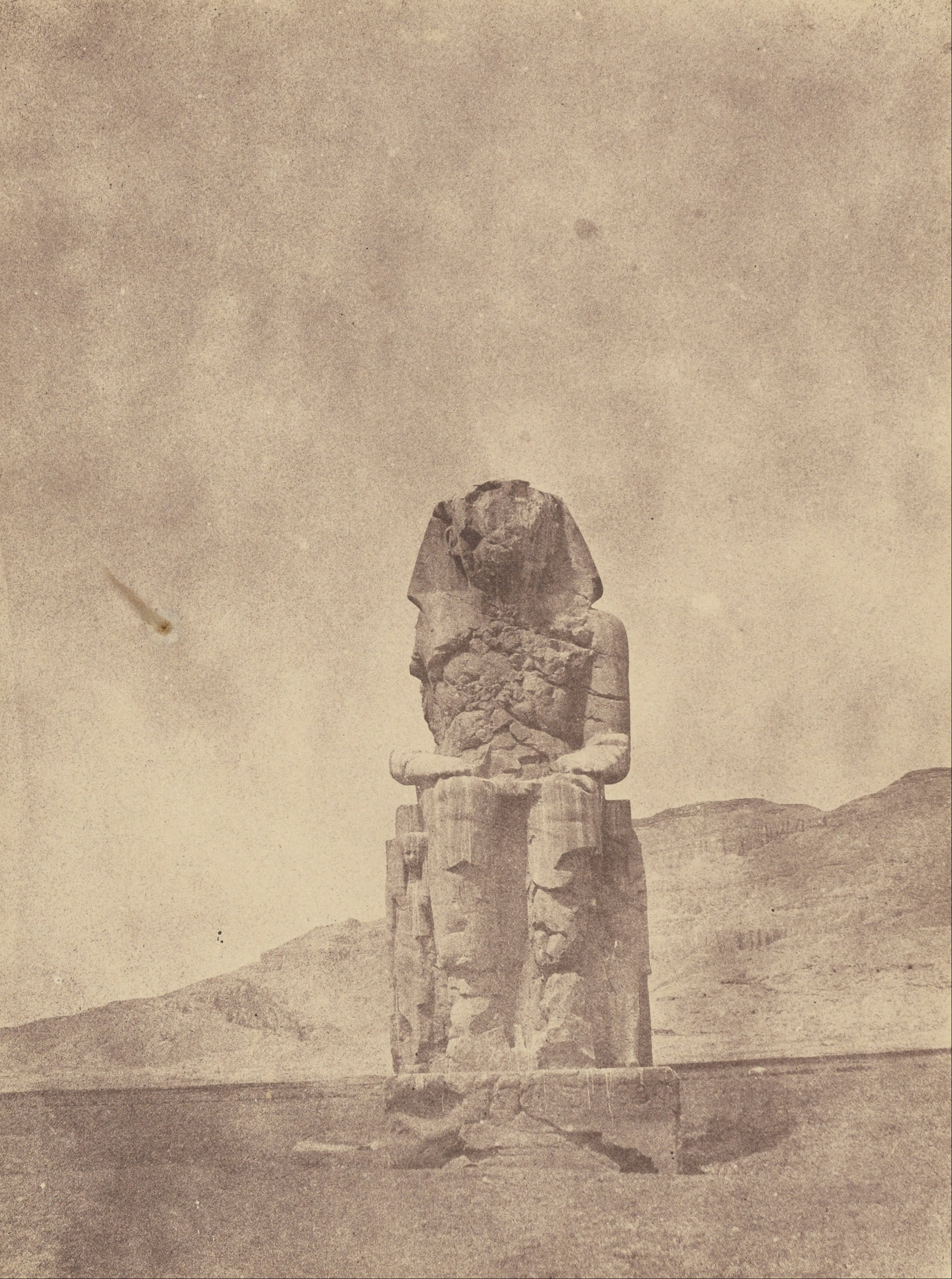
1851年，美国埃及学家约翰·比斯利·格林所拍摄的最早的门农巨像的照片
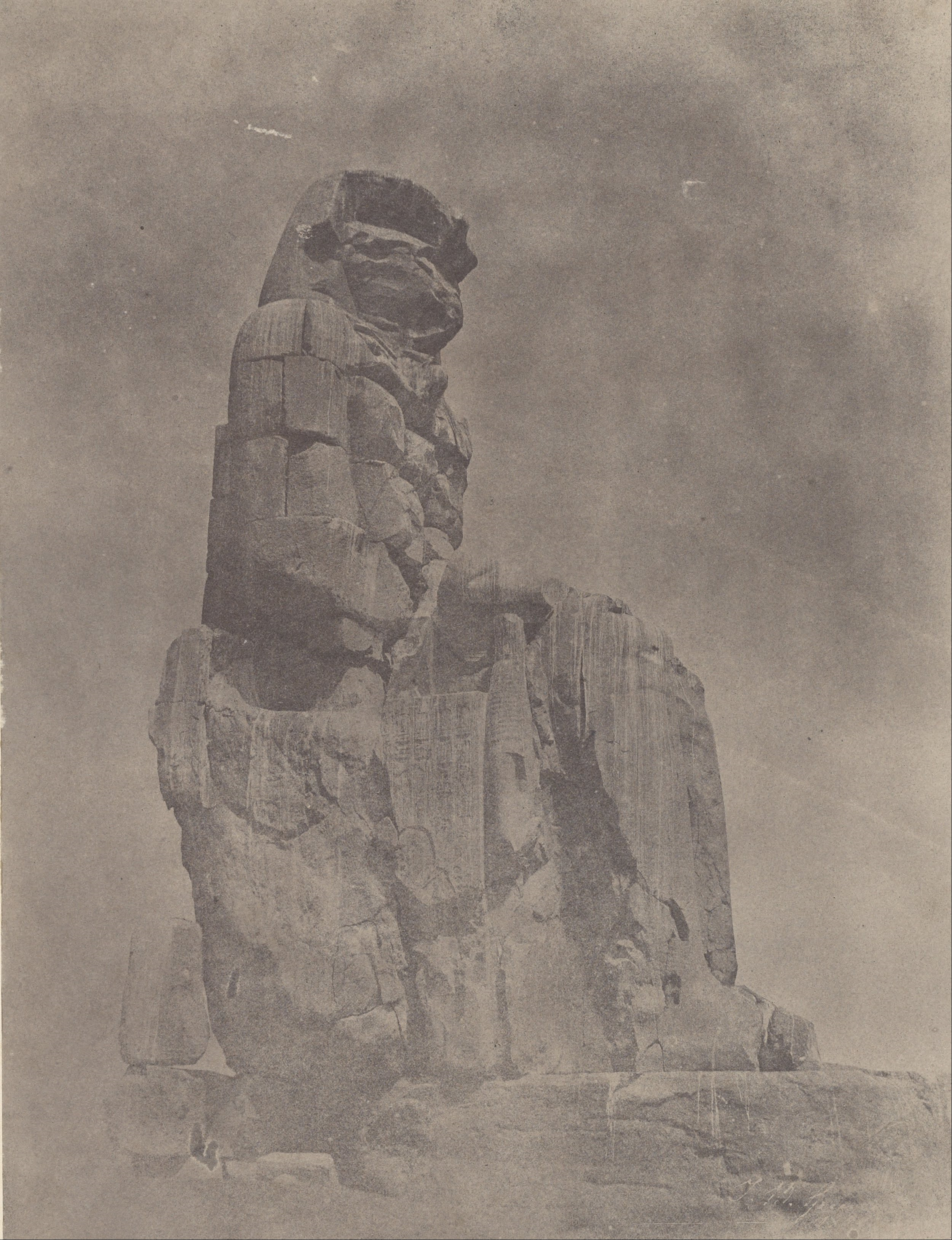
1851年，美国埃及学家约翰·比斯利·格林所拍摄的最早的门农巨像的照片
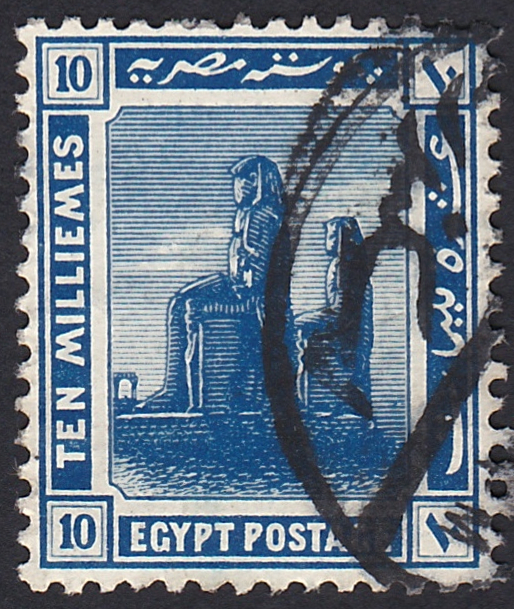
印有门农巨像的邮票

## 其他相关
- 阿蒙霍特普三世的红色花岗岩雕像
- 最大的单体雕像列表

### 引文
1. ↑  . BBC News.   [2012-06-06]. （原始内容存档于2013-04-19）.
2. ↑  Wilfong, T.; S. Sidebotham; J. Keenan; DARMC; R. Talbert; S. Gillies; T. Elliott; J. Becker. . Pleiades.   [March 22, 2013]. （原始内容存档于2015-04-02）.
3. 1 2  Rosenmeyer, P.A. . Oxford University Press. 2018  [2022-02-13]. ISBN 978-0-19-062632-7.
4. ↑  Adam Łukaszewicz, MEMNON, KING OF EGYPT （页面存档备份，存于）, The Journal of Juristic Papyrology, Vol. XXV, 1995, pp. 131-146: "Are two different etymologies of Memnonia and Memnon possible in the same area? We are approaching again the very essence of the problem. Is the name of Memnonia a derivative of the appellation of the vocal colossus or is that name independent from the name of Memnon applied to the statue of Amenhotep III? Consequently, the question is whether there was an Egyptian Memnon different from Amenhotep III or was the name of Nebmaatre the unique source of the Memnonian place-names in western Thebes?"
5. ↑  R. F. Heizer; F. Stross; T. R. Hester; A. Albee; I. Perlman; F. Asaro; H. Bowman. . Science (Science magazine). 1973-12-21, 182 (4118): 1219–1225. Bibcode:1973Sci...182.1219H. PMID 17811309. S2CID 39052980. doi:10.1126/science.182.4118.1219.
6. ↑  "The Seventy Wonders of the Ancient World", edited by Chris Scarre (1999) Thames & Hudson, London
7. ↑  Time Life Lost Civilizations series: Ramses II: Magnificence on the Nile (1993)
8. 1 2  Thebes and its five greater temples  （页面存档备份，存于）, by William de Wiveleslie Abney; published 1876 by Sampson, Low, Marston, Searle, & Rivington; archived at the University of Heidelberg
9. ↑  Letronne, A.J. . Imprimerie royale. 1833 （法语）. Also plates available here （页面存档备份，存于）
10. ↑  Recueil des inscriptions grecques et latines de l'Égypte （页面存档备份，存于）, volume 2, planches
11. ↑  Archaeoseismological studies at the temple of Amenhotep III,Luxor, Egypt, Arkadi Karakhanyan et al, The Geological Society of America Special Paper 471, 2010
12. ↑  Sourouzian, H. and Lawler, A.; Unearthing Egypt's Greatest Temple, Smithsonian Magazine 38, 46–53.
13. ↑  Liddell-Scott-Jones Greek-English Lexicon
14. ↑  Godwin, William. . London, F. J. Mason. 1876: 32.
15. ↑  Strabo, Rerum Geographicarum. XVII 42-46
16. 1 2  Godwin 1876，第32頁.
17. ↑  I too, when I was present at the places with Aelius Gallus and his crowd of associates, both friends and soldiers, heard the noise at about the first hour, but whether it came from the base or from the colossus, or whether the noise was made on purpose by one of the men who were standing all round and near to the base, I am unable positively to assert; for on account of the uncertainty of the cause I am induced to believe anything rather than that the sound issued from stones thus fixed.
Strabo, Rerum Geographicarum. XVII 1.46
18. ↑   Strabo, Rerum Geographicarum. XVII, 561
19. ↑  Pausania, Attica. I, XLII, 3.
20. ↑  Tacito, Annales. II, 61
21. ↑  Plinio, Naturalis Historiae. XXXVI, VII, 10-12.
22. ↑  Septimius Severus https://www.worldhistory.org/Septimius_Severus/ （页面存档备份，存于）
23. ↑  Colossi of Memnon https://www.atlasobscura.com/places/colossi-of-memnon （页面存档备份，存于）
24. ↑  Colossi of Memnon: View of the northern colossi https://curate.nd.edu/show/b8515m63c0t/ （页面存档备份，存于）
25. ↑  Colossi of Memnon § The Singing Statue https://www.worldhistory.org/Colossi_of_Memnon/ （页面存档备份，存于）